# 오다 노부나가
오다 노부나가(織田 信長, 1534년 6월 23일~1582년)는 일본의 센고쿠 시대에서 아즈치모모야마 시대로 이어지는 시기에 활약한 대표적인 다이묘였다. 오다 노부나가는 오와리 지방의 소규모 다이묘의 아들로 태어났으며, 아버지 사후 가문의 통치를 놓고 가족들과 다툼을 벌였다. 그의 삶에서 일어난 몇몇 사건들은 일본사에 결정적인 영향을 주었다. 1568년의 교토 입성은 센고쿠 시대의 종식을 의미하며, 동시에 아즈치모모야마 시대의 시작을 알리는 사건이기도 했다. 이 시기의 명칭은 그가 세운 아즈치성에서 비롯되었다. 또한 마지막 쇼군인 아시카가 요시아키를 축출한 일은 일본 역사상 두 번째 막부였던 아시카가 막부의 종식을 뜻했으며, 새로운 시대의 막을 열었다.
1560년, 오케하자마 전투에서 이마가와 요시모토가 이끄는 약 2만 5천에서 4만 명 규모의 대군과 맞서 싸웠는데, 노부나가는 단 3천 명의 병사로 기습을 감행하여 승리하였다. 이 전투에서의 승리는 노부나가를 전국의 군사적 중심 인물로 끌어올리는 계기가 되었다.
1568년, 그는 아시카가 요시아키를 쇼군으로 옹립하기 위해 군대를 이끌고 교토로 입성하였다. 요시아키는 그를 관령(간레이, 쇼군의 보좌직)으로 임명하려 했으나 노부나가는 이를 거절하고, 대신 쇼군의 권한을 거의 의례적인 일에만 국한시키는 일련의 규정을 제정하였다. 이에 반발한 요시아키는 여러 다이묘들과 승병들을 규합해 연합 세력을 꾸렸고, 노부나가는 1570년부터 1573년까지 이들과 싸워 결국 요시아키를 패배시켜 아시카가 막부를 종식시켰다.
1573년부터 1578년까지는 황실과 가까운 관계를 유지하며 여러 관직을 받았고, 마침내 왕실 정권에서 세 번째로 높은 우다이진까지 올랐다. 그러나 1578년에는 군사적 임무를 이유로 모든 직책을 사임하였다. 1575년에는 나가시노 전투에서 다케다 가문과 맞붙었고, 화승총 부대를 이용해 기존의 일제사격 방식이 아닌 교대식 사격을 도입하여 다케다의 전설적인 기마대를 무찔렀다.
1582년경, 노부나가는 일본의 중심 지역과 주요 교통로인 도카이도, 나카센도 일대를 장악하고 있었고, 그 영향력을 서쪽으로까지 넓히려 하였다. 각 지역의 정복을 위해 장수들을 파견한 뒤, 자신은 혼노지에서 휴식을 취하던 중, 주요 장수 중 한 명인 아케치 미쓰히데의 배신으로 인해 포위되었다. 이 사건은 ‘혼노지의 변’으로 알려져 있으며, 노부나가는 그 자리에서 할복하여 생을 마감했다. 그러나 절이 전소되어 유해는 발견되지 않았다.
노부나가의 정복 사업은 오랜 내전과 영주 간 다툼으로 혼란했던 일본을 통일로 이끄는 출발점이 되었다. 그의 죽음 이후, 또 다른 주요 장수였던 도요토미 히데요시가 미쓰히데를 격파하고 권력을 이어받았으며, 1591년 일본의 통일을 완성하였다. 그 뒤를 이은 도쿠가와 이에야스는 노부나가의 동맹자이자 가신으로서 1603년에 도쿠가와 막부를 열어 통일을 공고히 하였다. 이러한 이유로 노부나가는 ‘일본 삼대 통일자’ 중 첫 번째 인물로 꼽힌다.

## 생애

### 유년기
덴분(天文) 3년(1534년) 5월 오와리국의 센고쿠 다이묘 오다 노부히데와 도치다 고젠（도치다 마사히사의 딸）사이에서 장남으로 태어났다. 유년명은 깃포시(きっぽうし)였다.
노부나가가 태어난 ‘단조노조 가문’은 오와리국 하사 군의 슈고다이였던 오다 야마토노카미 가문(기요스 오다 가문)의 가신이자 분가로, 기요스 삼봉행이라 불리는 가문이었다. 당시 오와리국에서는 슈고였던 시바씨의 권세가 이미 약화되었고, 슈고다이인 오다 씨 역시 분열되어 있었다. 이러한 상황 속에서 노부나가의 아버지 노부히데는 슈고다이 오다 다쓰카쓰 등의 지원을 받아 이마가와 우지토요로부터 나고야성을 탈취하였다. 이후 노부히데는 오와리국 내에서 빠르게 세력을 확장하였다
한편, 노부나가의 출생지에 대해서는 나고야성・고와타리성・가쓰하타성의 세 설이 존재한다. 그중에서도 나고야성 설은 『국사대사전』에도 수록되는 등 정설로 여겨졌으나, 야마시나 노부쓰구의 『노부쓰구쿄키』 등의 기록을 근거로, 덴분 3년 당시 오다 씨가 아직 나고야성을 점령하지 않았을 가능성이 높아졌고, 아이사이시가 소장한 『오슈 고조시(尾州古城志)』 등의 사료에 “가쓰하타성에서 태어났다”는 기록이 있는 점 등을 바탕으로 1992년에 발표된 논문을 계기로 최근에는 가쓰하타성 설이 유력한 것으로 여겨지고 있다.

### 소년시절
1534년(덴분 3년) 음력 5월 12일 그는 오다 노부히데의 적장자로 태어났다. 배다른 형이 한 둘 있었다고 하나 서자들이었고, 노부나가의 어머니인 도타 고젠(土田御前)이 본처였으므로 집안 대대로 적장자에게 주어지는 아명인 깃포시(吉法師)와 나고야성(名古屋城)을 물려받았다. 어린 시절부터 상식에 어긋나는 행동거지로 주위에서 '오와리의 멍청이(尾張の大うつけ)'라고 불렸는데, 한번은 오다의 본가, 야마토노카미 가문의 성인 기요스성 밑 거리에 불을 놓아 집안 전체에 파문을 일으키기도 했다. 본가는 일단 노부히데의 힘에 밀려 납작 엎드려는 있지만 원래 노부나가 집안보다 높은 신분이라 잠재적인 긴장관계였다. 반면 청소년의 노부나가는 당시 일본에 처음 전해진 조총에도 깊은 관심을 가졌고, 자신의 신분에 상관없이 논을 매는 농민들과 곧잘 어울리며 재야 세력과도 친분을 쌓는 등 통치자로서 싹을 보이기도 했다.
1546년(덴분 15년)에는 아버지의 거처인 후루와타리(古渡) 성에서 성인식을 하고 아버지에게 가즈사노스케 노부나가란 정식 이름을 받았다. 2년 후에는 중신 히라테 마사히데(平手政秀)의 교섭으로 적대관계였던 미노의 다이묘 사이토 도산의 딸 키쵸(帰蝶,훗날의 노히메)와 정략결혼한다. 전국 시대 일본의 귀족 관례로는 장인 장모가 혼례에 따라가지 않았으므로 사이토 도산은 노부나가의 진짜 얼굴을 보러 갈 수는 없었다.
1548년(덴분 17년) 당시 오다 집안은 숙적이었던 동해도의 패자 이마가와 요시모토와 전쟁 상태에 있었다. 오와리 국과 이마가와의 스루가 국 사이에는 미카와 국이 끼여 있었는데, 미카와 국의 마쓰다이라 집안은 이마가와 집안에 대해 종속상태에 있었다. 미카와 국은 혼란의 와중에서 다이묘가 가신의 손에 죽는 비극을 겪은 끝에 본성인 오카자키 성(岡崎城)을 이마가와 집안이 보낸 성주 대리에게 넘기고, 더욱이 유복자가 된 마쓰다이라 다케치요를 이마가와 집안에 인질로 보내야 했다. 그런데 호송 도중 오다 가문이 납치에 성공한다. 미카와 국을 자기 편으로 삼기 위한 노부히데의 책략이었는데, 노부나가는 납치돼 온 8살 아래의 마쓰다이라 다케치요(후일의 도쿠가와 이에야스)와 곧 친해졌고 이때의 인연으로 훗날 오와리 국과 미카와 국이 견고한 동맹관계를 맺는 밑거름이 된다. 이 견고한 동맹은 노부나가가 교토 상경을 달성하고 천하통일을 목전에 두고 혼노지에서 죽을 때까지 지속됐다. 다만, 납치된 다케치요는 오다와 이마가와 양가의 협상 끝에 일단 이마가와로 보내졌다.
1549년(덴분 18년) 노부나가와 사이토 도산은 현재 기후 현과 북부 아이치 현의 경계인 세이토쿠지(正徳寺)에서 회담을 가졌고 이때가 돼서야 도산은 '멍청이'라 불리던 노부나가를 직접 만날 수 있었다. 노부나가는 쇼토쿠 사 경내로 갈 때까지 짐승털로 된 조끼에 화승총을 메고 반라 상태에서 말을 타고 갔는데 사이토 도산이 몰래 숨어서 이를 지켜봤다고 한다. 회담 장소에서 노부나가는 정식 관복으로 단정하게 회담을 가졌고 살모사란 별명의 장인과 기량을 겨뤘다. 노부나가는 이마가와 집안과의 결전에서 조총을 사용하려 했는데, 대량의 조총을 반입하려면 사이토 도산의 영지를 통할 수 밖에 없었다. 그는 장인과의 회담에서 조총의 안전한 반입을 확약받고 조총의 산지였던 오미 국(近江-현재 시가현)의 구니토모무라(国友村)에 5백 정을 주문해 원하는 것을 손에 넣었다.

### 집안 분쟁을 넘어 오와리 재통일까지
1551년(덴분 20년) 아버지 노부히데가 죽자 가권을 승계받았다. 노부히데는 애첩의 품에서 갑자기 서거했는데, 후계를 단단히 하지 않고 죽은 아버지에게 맏상주 노릇을 해야할 노부나가는 무슨 이유에서인지 한참 장례식장에 나타나지 않았다. 식이 끝나갈 무렵이 돼서야 겨우 얼굴을 들이민 노부나가는 그것도 모자라 아버지 영정에 향을 던지듯 뿌려버렸다. 일생을 모든 권위에 싸움을 걸듯 살았던 노부나가는 원래도 오와리 지배층들에게 평이 좋지 않았는데 장례식장의 폭거로 다시 한 번 문중의 반감을 사게 됐다.
1553년(덴분 22년) 노부나가의 대부이기도 했으며 사범이었던 중신 히라테 마사히데(平手政秀)가 노부나가에게 남기는 유언장만 남기고 자결하자 노부나가는 세이슈 사(政秀寺)를 지어 그의 혼령을 위로했다. 그의 장남인 고로우에몬이 노부나가에게 불경죄를 저질러 그에 대한 사죄 및 앞으로 주군의 진로에 대해 목숨을 걸고 간언한다는 의미로 자살했다고 전해진다. 원래 히라테 마사히데는 다도와 와카(일본 시조)에도 조예가 깊어 교토 황궁에서 보낸 야마시나 토키츠구 경(山科言継)으로부터 칭찬을 받은 바도 있었고, 외교면에서 크게 활약해 각종 전투 후 국경 설정 문제나, 원래 사이가 나빴던 사이토의 미노 국과 정략 결혼 동맹으로 이마가와 집안에 대항케 하는 등 활약했었다.
1554년(덴분 23년) 오다 씨 본가의 당주인 노부토모는 노부히데가 죽은 후 다시 야심을 드러내, 노부나가를 폐하고 그의 동생 노부유키를 옹립해 실권을 다시 쥐려 했다. 과거 오와리는 이마가와의 침공으로 인해 원래 다이묘인 시바씨(斯波氏,무로마치 막부가 오와리에 임명한 지방관)의 힘이 쇠하고, 2인자였던 오다 야마토노가미의 필두인 오다 노부토모가 실권을 쥐었었다. 노부나가의 아버지 노부히데는 방계로서 관아의 아전에 지나지 않는 단조노츄 직이었으나, 뛰어난 지모와 전투력으로 노부토모에게서 실권을 뺏었었다. 노부나가 암살 계획까지 얘기가 나왔었는데, 일찍이 2인자 가문 노부토모에게 쫓겨났던 시바 요시미쓰(斯波義統)가 이같은 사실을 노부나가에게 밀고했다. 노부토모는 황급히 요시미쓰를 살해했으나 늦었다.
노부나가는 숙부 노부미쓰(信光)와 함께 노부토모 토벌을 단행하고 역적으로 몰아 처형한다. 오다씨의 본가인 야마토노카미 집안을 멸문시킨 노부나가는 나고야 성에서 야마토노카미의 거점인 기요스 성으로 거소를 옮긴다. 이어 무로마치 막부에 청원해 오와리 슈고직에 오른 노부나가의 단조노츄 집안은, 서출 집안에서 명실공히 오다씨의 종가로 격을 높이게 됐다. (우연찮게 숙부인 노부미쓰도 이 때 죽는데 사인이 명확히 밝혀지진 않고 있다.)
집안 단속을 마친 그는 무라키토리데(村木砦)의 전투에서 이마가와의 침공을 다시 한 번 저지한다.
1556년(코오지 2년) 음력 4월 장인인 사이토 도산이 맏아들 요시타쓰에게 살해된다.(나가라가와 전투) 노부나가는 도산에게 급히 구원병을 내 기소강(木曽川) 너머 오오우라까지 나갔으나 도산을 죽이고 기세가 오른 요시타쓰 군에 고전하면서 본 영지로 퇴각한다.
노부나가의 뒷배가 돼줄 사이토 도산이 죽고 오와리는 북쪽 동쪽 양면에서 적을 맞게 됐다. 그러자 그의 다이묘로서 기량을 의문시하게 된 중신들이 생겼다. 하야시 도슌(林秀貞), 시바타 가쓰이에 등이 그들인데, 3년전 노부토모 때처럼 노부나가를 폐하고 동생 노부유키를 옹립하려 했다. 노부나가 편에는 모리 요시나리, 사쿠마 모리시게, 사쿠마 노부모리 등이 있어 양파가 대립했다.
도산의 서거를 호기로 생각한 노부유키 파는 음력 8월 24일 거병했는데 이나오 전투에서 바로 패하고 스에모리 성에 농성중인 노부유키마저 포위되나, 노부나가 노부유키 형제의 생모 도다 고젠의 중개 하에 노부유키 파들은 목숨을 건진다. 거기에 배다른 형인 노부히로도 사이토 요시다쓰와 결탁해 기요스 성을 뺏으려 획책하나 사전에 정보가 새어나가 미수에 그쳤다. 노부히로 역시 사면된다.
1557년 해를 넘겨 노부유키는 다시 모반을 꾀한다. 2차 시도 때는 중신 시바타 가쓰이에가 직접 노부나가에게 모반 기도를 알려왔고, 하나 남은 오다의 또다른 본가 이와쿠라 오다 집안(岩倉織田家)이 연루 돼있는 등 사태의 심각성을 깨달은 노부나가는, 병이 났다고 속여 동생을 기요스 성으로 부른 후 가와지리 히데타카의 손을 빌려 살해한다. 노부나가는 동족인 이누야마 성주 오다 노부기요와 협력하여 원래 종가 중 하나인 이와쿠라 오다집안을 정벌하고 곧 추방한다.(우키노 전투) 또한 옛 오와리 슈고 다이묘였던 시바씨들이 노부나가의 추방을 획책하고 있다는 고변이 들어와 시바씨들도 추방한다.
1559년(에이로쿠 2년) 오와리 국의 지배권을 확립한 노부나가는 오와리의 진정한 지배자가 됐다. 노부나가는 100명의 군세를 끌고 교토로 상경해 무로마치 막부 13대 장군 아시카가 요시테루를 배알했다. 그는 교토에 있던 옛 시바 집안의 저택을 개수해 오다 집안의 교토 거처로 삼았다. 오다 노부나가는 그곳에서 귀족들을 만나고 천황을 배알하는 등 교토 조정 업무를 봤다.

### 오케하자마 전투에서 기요스 동맹까지

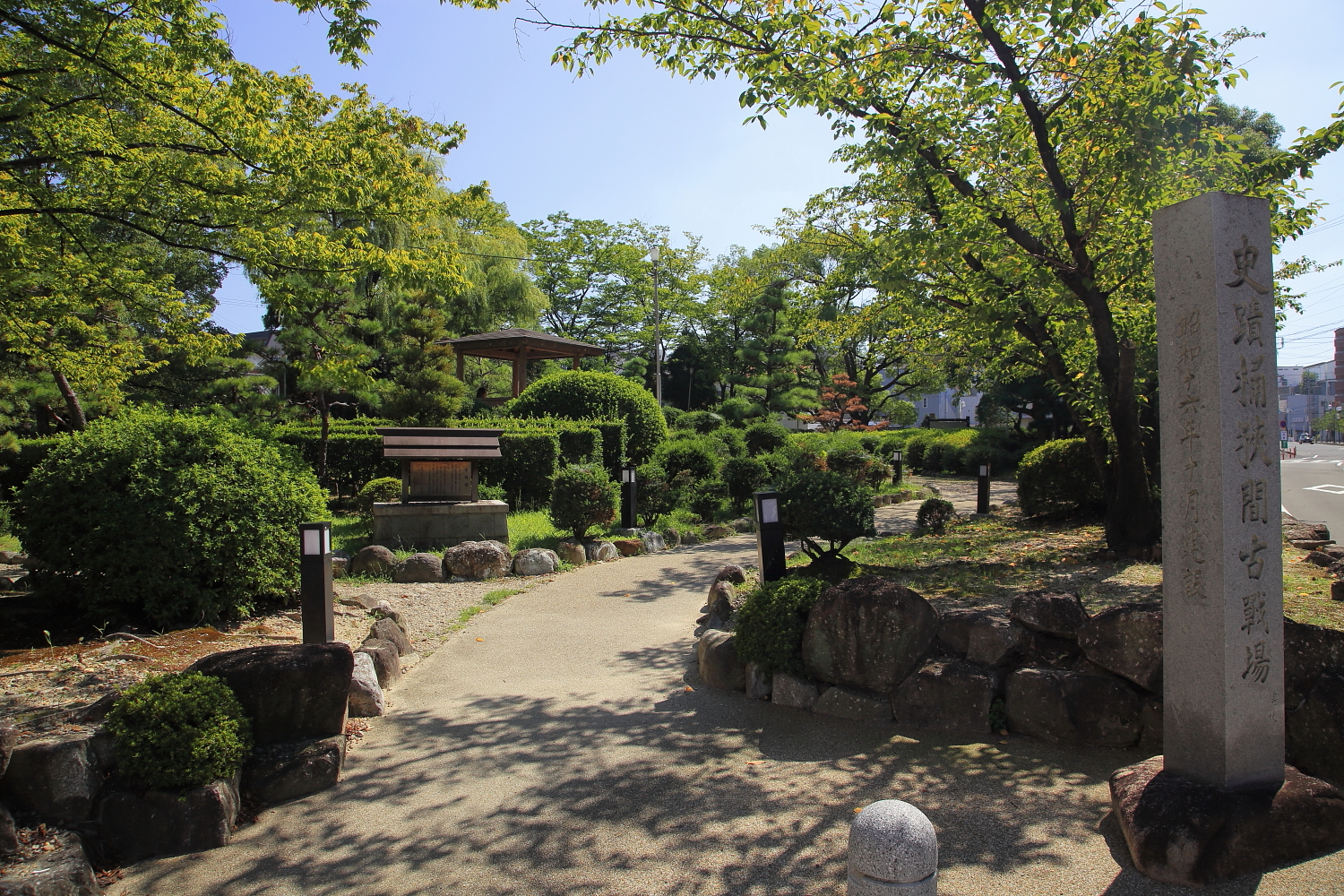
오케하자마 고전장 전설지

1560년(에이로쿠 3년) 음력 5월 숙적 이마가와 요시모토가 직접 오와리국으로 침공해 온다. 스루가국, 도토미 국, 미카와 국 등 3개 쿠니, 즉 현재 일본의 아이치현과 시즈오카현의 거의 전부를 아우르는 이마가와 집안의 군세는 2만에서 4만에 이를 정도의 대군이었다. 5년 전 타계한 이마가와 집안의 집정 다이겐 셋사이의 기획 아래, 사가미 국의 호조, 가이 국의 다케다 집안과 삼국 동맹을 맺어 수 년간 역량을 비축해뒀던 이마가와 집안은, 아예 무로마치 막부 자체를 무너뜨리고 새로 막부를 차릴 기세로 서쪽의 교토를 향해 총공세를 폈다. 교토로 가는 길목인 오와리 국의 오다 군은 북쪽 미노에 대한 대비 역시 해야 했으므로, 이마가와에 대해 동원가능한 총병력이 총 3천에서 5천 정도에 불과했다. 이마가와 군은 미카와의 마쓰다이라 모토야스(松平元康; 후에 도쿠가와 이에야스)가 이끄는 미카와 군을 선봉으로 해 오와리 변경의 성채를 차례차례 점령해 들어갔다.
오다 집안 내부에서도 이마가와 집안에 항복하고 그 밑에 서야 한다는 의견과 다같이 죽더라도 옥쇄를 해야 한다는 의견으로 나뉘어 중신단끼리 싸움을 벌이는 등 주전론과 주화론이 팽팽히 맞섰지만, 어느 누구도 오다 집안이 이마가와 군을 이긴다는 의견을 내는 사람은 없었다. 오다 노부나가와 젊은 신진들만이 이 곳 저 곳에 첩자를 보내 이마가와 군에 이길 방책을 모색할 뿐이었다. 이길 방책은 선제 기습 뿐이었고 적당한 시기와 장소를 물색하고 기다리던 중 이마가와 요시모토의 본대가 적당한 장소에 들어왔다는 보고가 들어왔다. 노부나가는 평소 좋아하던 《아쓰모리(敦盛)》를 추고 갑옷을 입고 달려나가 아쓰다 신궁(熱田神宮)에 참배했다. 참배하면서 뒷따르는 군사들을 기다리던 그는 젠쇼지(善照寺) 성채에서 약 4천의 군을 정비한 후, 악천후 속에 야전 휴식중이던 적의 본진을 기습해 적장 요시모토의 목을 베었다. 이를 오케하자마 전투라고 한다. 급격히 보조가 무너진 이마가와 군은 대장과 핵심 가신들을 모두 잃는 괴멸적 데미지를 입고 동쪽으로 급히 퇴각했다.
어린 시절 납치 중 노부나가와 인연을 맺은 바 있던 마쓰다이라 모토야스는 이마가와 가문에서 벗어나 독립했다. 모토야스는 요시모토의 이름에서 따온 '모토' 글자를 버리고 이에야스로 개명하고 도쿠가와(德川)로 창씨했다. 노부나가는 이마가와 잔당의 처리 및 뒷수습을 모두 마치고 북쪽 미노 국으로 바로 군세를 돌렸다. 노부나가는 미노 국 공략을 위해 도쿠가와와 동맹할 필요가 있었고, 어린 시절의 인연을 활용해 1562년 양자가 기요스 성에서 만나 동맹을 맺었다. 이를 기요스 동맹이라고 하며, 노부나가의 사후 고마키·나가쿠테 전투 때까지 두 집안의 결속은 유지된다. 노부나가는 이듬해인 1563년 기요스 성을 나와 거처를 미노 국경 근처인 고마키 산성으로 옮기고, 교토 및 오미 국과 당시 일본의 국제항 사카이 항구 등에 인맥을 넓혀 대량의 조총과 물자를 새로 들여오는 등, 미노 공략을 너머 중부 일본 장악을 목표로 역량을 집중해 나갔다.

### 미노 공략과 천하포무

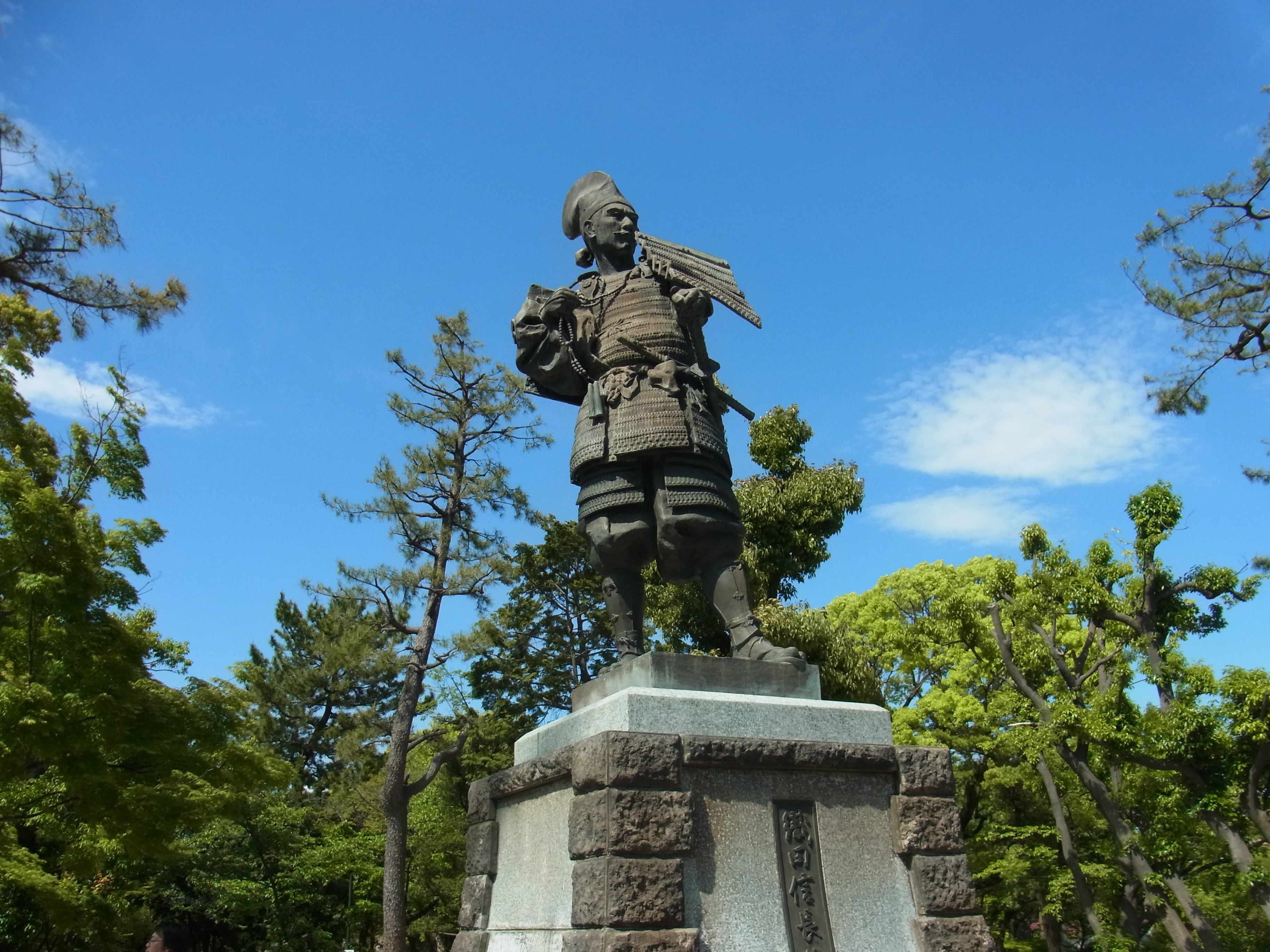
오다 노부나가 동상 (기요스 공원)

사이토 도산의 죽음 이후 노부나가와 미노의 관계는 악화일로였다. 오케하자마 전투를 전후해 양자는 몇 번 공방전을 거듭했으나 결판은 나지 못했다. 그러나 1561년(에이로쿠 4년) 아버지를 죽인 패륜아 사이토 요시타쓰가 급사하고, 그의 적장자인 다쓰오키(斎藤龍興)가 미노 국 다이묘에 올랐다. 노부나가는 곧바로 미노로 출병해 서전을 승리로 장식했다.(모리베 전투) 노부나가의 오다 씨는 모든 면에서 우위에 있었음에도 당시 일본 최고의 군사(軍師)라 명성이 자자했던 다케나카 한베에 등과 사이토 씨 내부 결속에 의해 전투는 일진일퇴를 거듭했다. 노부나가는 이에 사이토 씨 세력 내부에 분열 공작까지 들어가야 했다.
1564년(에이로쿠 7년)에는 오미 국의 아자이 나가마사와 동맹을 맺고 미노에 대한 견제를 강화한다. 노부나가는 아자이 씨와의 동맹을 굳히기 위해 친동생인 오이치 공주(お市姬)를 아자이 나가마사와 결혼시킨다. 말그대로 정략 결혼이었다. 이듬해인 1565년엔 다키가와 가즈마스의 원군 요청을 핑계로 이세 국으로 진출해 간베 토모모리 등 이세 국의 토호세력들과 전투를 벌인다. (북이세 십팔가 공략)
1567년(에이로쿠 10년) 요시오키의 잇단 실정에 실망한 다케나카 한베에와 안도 모리나리 등이 사이토 씨의 본성인 이나바 산성을 점거 후, 가지다(加治田) 성주 사토 타다요시 등과 합세해 미노 중부의 대부분을 손에 넣는 사태가 벌어진다. 반란군이었던 사이토 씨의 중진 삼인방들(이나바 요시미치,우지이에 나오모토, 안도 모리나리)을 회유하는 데 성공한 노부나가는 드디어 미노를 손에 넣었다. 이윽고 이세·나가지마 지방까지 공략에 성공한 노부나가는 미노 국과 오와리 국 2개 쿠니의 통합 다이묘가 됐다.(이나바 산성 전투) 당시 그의 나이는 불과 33세였다.
미노 공략에 성공한 노부나가는 거처를 이노구치 성(井ノ口)으로 옮기고 유명한 고승인 타쿠겐 소온(沢彦 宗恩,?~1587)의 조언을 받아들여 성의 이름을 기후(岐阜)로 개칭했다. 그리고 그에게서 천하포무(天下布武) 네글자가 새겨진 인장을 받아 공식 문서에 사용하기 시작했는데, 이는 자신이 일본 통일을 염두에 두고 있음을 공식화한 것이다. 동년 11월 9일에는 오기마치 천황을 배알한 자리에서 일황이 직접 '고금무쌍의 명장이로다'라며 당시 교토에 잇단 전란으로 황폐화된 궁궐의 개수비용과 사네히토 친왕의 성인식 비용을 부탁했으나, 그는 다만 '일단 염두에 두겠사옵니다.'라고 공손히 말대답만 했다고 한다.

### 상경전과 쇼군 옹립

#### 이 무렵 교토정세
1565년(에이로쿠 8년) 수도 교토 근방인 긴키의 패자 미요시 삼인방과 마쓰나가 히사히데가 막부 권위 추락의 책임을 물어 13대 쇼군 아시카가 요시테루를 기습, 살해했다. 이들은 쇼군의 사촌동생 아시카가 요시히데를 옹립하고 니죠 성을 비롯한 교토를 장악했다.(에이로쿠 사변)
죽은 쇼군에게는 친동생 아시카가 요시아키가 있었는데 당시 잇쇼인 가쿠케이(一乗院覚慶)란 법명으로 이미 출가한 상태였다. 패주의 관련자들이 죄다 숙청을 당하는 와중에 그만은 잇시키 후지나가와 와다 고레마사 등의 도움으로 사지를 벗어났다. 그는 그 길로 에치젠 국의 다이묘 아사쿠라 요시카게에게 의탁해 줄기차게 미요시 토벌을 졸랐으나, 아사쿠라는 상경에 뜻이 없었다. 3년 여 동안 번번히 무시를 당한 끝에 그는 아케치 미쓰히데를 비롯한 가신 몇과, 같이 낙향한 공경들을 대동해 1568년 음력 7월 노부나가에게 갔다. 노부나가는 이들을 환대하고 미요시 토벌을 준비했다.
1568년 음력 9월 노부나가는 적통 쇼군을 옹립한다는 대의명분으로 상경전을 개시했다. 남 오미의 롯카쿠 요시카타(六角義賢), 요시하루(義治) 부자는 얼마 버티지 못하고 간논지 성(観音寺城)이 함락되자 이가로 도주했다(간논지 성 전투). 이후 요시카타, 요시하루 부자의 산발적인 저항이 있었으나 노부나가는 이미 롯카쿠 가문의 종가 롯카쿠 요시히데, 요시사토를 앞세워 남오미를 평정했다. 오미와 이세까지 평정한 노부나가가 상경에 성공하자 미요시 요시쓰구(三好義継)와 마쓰나가 히사히데는 노부나가에게 항복했고 미요시 3인방은 미요시 씨의 시코쿠 영지인 아와 국으로 도주했다. 이케다 가쓰마사(池田勝正)의 항복을 마지막으로 미요시 천하는 겨우 3년 여 만에 끝났다. 아시카가 요시아키를 제 15대 쇼군으로 옹립한 노부나가는 요시아키가 부쇼군(副将軍)의 지위를 내리자 사양하는 대신 사카이 항구의 독점권을 약속받았다.
1569년 음력 1월 오다 군 주력이 미노로 돌아간 틈을 타, 시코쿠의 미요시 3인방과 사이토 다쓰오키 등의 미노 출신 낭인들이 합세해 아시카가 요시아키가 잠시 들른 로쿠조 혼코쿠지(六条本圀寺)를 기습한다(혼코쿠지의 변). 노부나가는 폭설에도 불구 신속히 회군하고 또한 아자이 나가마사, 이케다 가쓰마사 등의 원군과 아케치 미쓰히데의 분전으로 미요시, 사이토 연합 기습 작전은 저지됐다. 노부나가는 미요시 군에 응해 반기를 든 다카쓰키 성(高槻城) 성주 이리에 하루카게(入江春景)를 토벌해 처형한 후, 와다 고레마사에게 다카쓰키 성을 주고, 셋쓰 슈고 이케타 가쓰마사를 필두로 이타미(伊丹) 가문과 고레마사 삼인이 셋쓰 국을 통치하게 했다. 같은 날 노부나가는 당시 일본 최대 무역항이자 국제 항구 사카이의 복속을 확정하고 상업적인 기반도 손에 넣었다.
이세 국의 공략도 거의 끝나 그 해 간베 도모모리(神戸具盛)의 항복을 받고, 3남 오다 노부타카(織田信孝)를 간베 가문의 양자로 보냈다. 이듬해인 1569년 이세 고쿠시(国司)인 기타바타케 도모노리의 항복을 받고, 차남 오다 노부카쓰를 기타바타케 가문의 양자로 보냈다. 도모노리는 유폐 후 기타바타케 일족을 몰살하고 이세 전체를 장악한 노부나가는 기나이(일본 중부)의 패자가 됐다.

### 제1차 노부나가 포위망

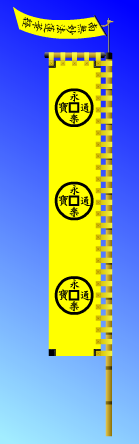
영락통보 기

에이로쿠 12년(1569년) 노부나가는 이미 노부나가를 견제하기 위해 아사쿠라나 다케다 가문과 연락한다는 소문이 돌던 아시카가 요시아키의 쇼군 권력을 제한하기 위해 덴추온오키테(殿中御掟) 9개 조의 규정서, 후에 7개 조를 추가해 반포하고, 이것을 쇼군 요시아키가 인정하도록 한다. 그러나, 이것으로 요시아키와 노부나가의 대립이 표면적으로 나타나기 시작했다.
겐키 원년(1570년) 음력 4월, 노부나가는 거듭된 상경 명령을 무시하는 에치젠의 아사쿠라 요시카게를 토벌하기 위해 아자이 가문과의 맹약을 파기하고, 동맹자 도쿠가와 이에야스와 함께 에치젠 원정길에 오른다. 아자이 가문이 오미에 세력기반을 다질 수 있었던 것은 아사쿠라 가문의 군사적 원조가 있었기 때문이어서 아자이 가문은 결혼동맹의 조건으로 아사쿠라 가문을 공격하지 않을 것을 요구했는데, 노부나가는 이를 깨고 아사쿠라를 정벌한 것이다. 오다, 도쿠가와 연합군은 아사쿠라 가문의 여러 성을 차례차례 함락해 가지만, 가네가사키로 진군중, 아자이 나가마사가 노부나가를 배반해 노부나가 군은 적진 한가운데에 갇히게 된다. 하지만 후위를 맡은 이케다 가쓰마사, 아케치 미쓰히데, 기노시타 히데요시, 도쿠가와 이에야스의 분전으로 무사히 교토로 귀환하는 데 성공한다. 이것이 유명한 "가네가사키 퇴각(金ヶ崎撤退戦)"으로, 노부나가가 교토로 귀환할 때 따르는 자는 겨우 10명이었다고 전해질 만큼 노부나가에게는 큰 위기의 하나였다.
이것을 계기로 쇼군 아시카가 요시아키와 노부나가의 대립은 더욱 격해졌고, 요시아키는 타도 노부나가를 호소하는 서찰을 여러 영주에게 돌리고, 이에 아사쿠라 요시카게, 아자이 나가마사, 다케다 신겐, 모리 데루모토, 미요시 3인방에 더하여 엔랴쿠지, 이시야마 혼간지 등 사원세력도 호응해 노부나가 포위망을 결성하였다.
겐키 원년(1570년) 음력 6월 오미 국 아네가와 강변에서 이에야스와 함께 아자이, 아사쿠라 연합군과 격돌한다(아네가와 강 전투). 이 전투에서 아자이측 선봉 이소노 가즈마사(磯野員昌)의 분전으로 고전하지만, 도쿠가와측의 도움으로 아자이, 아사쿠라 연합군을 격파하였다.
겐키 원년(1570년) 음력 8월 노부나가는 셋쓰에서 거병한 미요시 3인방을 토벌하려 출진하지만, 이시야마 혼간지의 원군 등도 있어 고전한다. 게다가 노부나가 본대가 셋쓰에 머물고 있는 동안, 아자이, 아사쿠라, 엔랴쿠지 등의 연합군 3만이 오미 사카모토로 처들어 온다. 오다 군도 대항했지만, 중신 모리 요시나리와 동생 오다 노부하루가 전사했다. 음력 9월 23일 급히 본대를 셋쓰에서 오미로 귀환했다. 황급히 아자이, 아사쿠라 연합군은 히에이 산(比叡山)으로 자리를 옮겨 대항하였다. 이렇게 되자 노부나가는 오미 국 시가에서 아자이, 아사쿠라 연합군과 대치하였다(시가의 진(志賀の陣)). 그러나, 그 간 혼간지의 수장 겐뇨(顕如)의 명을 받은 이세 나가시마의 일향종이 반기를 들어 오다 령의 오와리, 이세를 공격하였고, 노부나가의 동생 오다 노부오키와 중신 사카이 마사히사는 전사하였다. 사방을 적에 둘러싸여 궁지에 빠진 노부나가는 조정에 압력을 넣어 칙명을 받아내어 음력 12월 13일 아자이, 아사쿠라 연합군과 화친하였다. 이때, 오쿠보 다다타카(大久保忠教)가 저술한 《미카와 이야기(三河物語)》에 따르면 노부나가는 요시카게에게 “천하는 아사쿠라님이 가지시고, 저는 두 번 다시 천하를 바라지 않겠나이다.”라고 말했다고 한다.
겐키 2년(1571년) 음력 9월 노부나가는 몇 번이고 퇴거와 중립 엄수를 권고했으나 이에 응하지 않고 노부나가의 적대세력을 비호해 주거나 저항을 계속한 히에이 산의 엔랴쿠지를 불태웠다. 이를 에이 산(엔랴쿠지) 소각 사건이라고 하며, 법도 미치지 않는 성지인 에이 산과 엔랴쿠지를 불태워 버리고 남녀노소를 가리지 않고 안의 사람을 학살한 이 사건은 당시의 사회에 다대한 충격을 주었다. 그러나 당시의 불교세력은 종교적인 계율을 어기는 것은 물론이고 정치에 공공연히 간여하는 큰 세속적 세력이기도 했기 때문에, 이를 두고 아라이 하쿠세키 등의 유학자는 후일 타락한 불교세력을 정치에서 배제하였다 하여 높게 평가하기도 하였다.
겐키 3년(1572년) 음력 7월 노부나가는 적장자 기묘마루(奇妙丸; 후일 오다 노부타다)를 첫 출진시킨다. 이 무렵, 오다 군은 아자이, 아사쿠라 연합군과 소소한 전투를 반복하지만, 전황은 노부나가에게 유리하게 전개되었다. 곧이어 음력 8월에는 아사쿠라 군의 무장 마에바 요시쓰구(前波吉継), 도미타 나가시게(富田長繁) 등이 노부나가에 항복하는 등 오미의 전세는 노부나가에게 유리하게 전개되었다. 그러나 음력 10월 아시카가 요시아키의 출병요청에 호응해 가이의 다케다 신겐이 총공격을 개시했다. 다케다 군의 총병력은 3만에 이르렀고, 여러 갈래로 나뉘어 미노 동부를 비롯하여 도쿠가와 령의 도토미, 미카와로 쳐들어왔다.
미노 동부에서는 다케다 군의 무장 아키야마 노부토모(秋山信友)가 이와무라 성(岩村城)을 공격했다. 노부나가의 숙모인 이와무라 성주 오쓰야노카타(おつやの方)는 적장 노부토모의 결혼 전술에 말려 노부토모와 결혼해 항복하고, 양자로 있던 노부나가의 5남 보마루(坊丸; 후일 오다 가쓰나가(織田勝長))는 인질로 가이로 보내지며 미노 동부 대부분이 다케다 가문의 손에 떨어졌다.
또, 도쿠가와 령에 있어서도 도쿠가와 군은 히토코토자카 전투(一言坂の戦い)에서 패하였으며, 노부나가는 사쿠마 노부모리(佐久間信盛), 히라테 히로히데가 이끄는 3천의 원군을 급파했지만 음력 12월 미카타가하라 전투(三方ヶ原の戦い)에서 오다, 도쿠가와 연합군은 전멸에 가까운 참패를 맛보고, 원군의 지휘관이던 히라테 히로히데(平手汎秀)는 전사하였다. 이렇게 하여 노부나가는 다시금 궁지에 몰리게 되었다.
겐키 4년(1573년) 다케다 군은 미카와로 쳐들어갔고, 음력 2월 노다 성(野田城)을 공략한다. 게다가 신겐의 상경전에 호응하여 쇼군 아시카가 요시아키가 미요시 요시쓰구, 마쓰나가 히사히데와 협력해 거병한다. 동서로 적에 둘러싸인 노부나가는 궁지에서 빠져나가기 위해 음력 4월 5일 오기마치 천황(正親町天皇)으로부터 칙령을 받아 요시아키와 화친하였다. 음력 4월 12일 다케다 신겐이 급사하여 다케다 군은 가이로 귀환하고 노부나가 포위망은 풀리게 된다.

### 포위망의 붕괴
신겐 사후, 노부나가는 전력을 가다듬어 음력 7월 반기를 든 아시카가 요시아키의 니조성(二条城)과 마키시마 성(槇島城)을 포위 공격하여 요시아키를 교토로부터 추방하였다. 이로써 무로마치 막부는 역사에서 사라졌다. 그리고, 음력 7월 28일 연호를 겐키에서 덴쇼로 할 것을 조정에 아뢰었다.
덴쇼 원년(1573년) 음력 8월 노부나가는 호소카와 후지타카에 명하여 요도 성(淀城)에 농성하고 있는 미요시 3인방 중 한사람인 이와나리 도모미치를 토벌했다. 같은 달에 노부나가는 3만의 군을 이끌고 아사쿠라 요시카게의 에치젠 원정길에 올랐다. 도네자카 전투(刀根坂の戦い)에서 아사쿠라 군을 격파해 아사쿠라 요시카게가 있는 이치노다니 성으로 진격한다. 아사쿠라 요시카게는 도주를 시도하지만 가신들, 심지어는 아사쿠라 가게아키라(朝倉景健)같은 친족까지 배반해 이들에게 일제히 공격을 받아 자결하였다. 뒤이어 음력 9월에는 아자이 가문의 거성인 오다니성(小谷城)을 공략하여 함락한다. 아자이 히사마사(浅井久政), 나가마사 부자는 자결하였고, 나가마사의 어머니 오노도노(小野殿)는 사로잡아 그녀의 열 손가락을 하루에 하나씩 잘라낸 후 살해하였다. 나가마사에 시집가 있던 동생 오이치노카타는 성이 함락되기 전 노부나가에게 인도되었다.
음력 9월 24일 노부나가는 오와리, 미노, 이세의 군을 중심으로 3만 대군을 이끌고 이세 나가시마로 진군하였다. 오다 군은 다키가와 가즈마스의 활약으로 보름정도 동안 나가시마 주변의 적성을 차례차례 함락하였지만, 저항도 격렬하여 음력 10월 25일 장기전을 우려한 노부나가는 퇴각하였다. 퇴각중 적군의 추격전 등으로 오다 군은 고전하였고, 부장 하야시 미치마사(林通政)는 전사하였다.
음력 11월 가와치의 미요시 요시쓰구가 아시카가 요시아키와 동조해 반란을 일으킨다. 그러나, 노부나가는 사쿠마 노부모리를 총대장으로 삼아 군을 가와치로 파견하였다. 노부나가의 실력을 두려워한 요시쓰구의 가신들은 배신하였고, 요시쓰구는 음력 11월 16일 자결하였다. 음력 12월 26일 배반과 항복을 거듭하던 야마토의 마쓰나가 히사히데도 거성이던 다몬 산성(多聞山城)을 양도하는 것을 조건으로 노부나가에게 항복하였다.

### 나가시마 일향종
덴쇼 2년(1574년) 음력 1월 오다 령이 되었던 에치젠에서 지역의 무사들과 혼간지 문도(門徒)의 반란이 일어나 슈고다이인 마에바 요시쓰구를 죽이고 에치젠을 장악한다. 더욱이 이에 호응한 가이의 다케다 가쓰요리가 미노 동부에서 공격해왔다. 노부나가는 아들 노부타다와 함께 출진하여 맞서보지만, 원군이 도착하기 전에 반란군은 미노 동부의 아케치 성(明知城)을 비롯 주변의 지성 18성을 함락하였다. 노부나가는 다케다 군과 충돌을 피하기 위해 기후로 퇴각하였다.
음력 3월 노부나가는 상경하여 종3위 산기(参議)에 서임되었다.
음력 7월 노부나가는 3만의 대군을 이끌고 이세 나가시마를 수륙 양면으로 포위해 군량이 떨어지기를 기다리며 장기전을 시도한다. 나가시마 일향종 문도의 공격도 집요했기 때문에 이복형 오다 노부히로를 비롯한 다수의 무장이 전사하였고 노부나가 군도 심각한 타격을 입는다. 하지만, 음력 8월 병량이 고갈되었고, 오다 군의 맹공으로 오토리이 성(大鳥居城)이 함락되어 일향종 문도 천여 명이 죽자, 음력 9월 29일 병량 부족을 느낀 나가시마 성의 문도는 항복하고, 배로 오사카 방면으로 퇴거하겠다는 요청을 하고 노부나가는 이를 승낙하였다. 그러나 노부나가는 문도들의 퇴거가 늦어지자 문도들의 배에 일제 사격을 가했다. 이로 인해 문도 측은 격분하였고, 일부는 오다 군을 공격해 노부나가의 동생 오다 히데나리를 죽인다.
이후 노부나가는 나가에 성(中江城), 야나가시마 성(屋長島城)에서 농성하고 있는 나가시마 문도에 대해서는 항복을 수용하지 않고 성을 포위공격하여 문도 2만여 명을 학살하였다. 이 전투로 노부나가는 나가시마 일향종 신도의 반란을 잠재우는 데 성공하였다.

### 나가시노 전투 및 에치젠 평정
덴쇼 3년(1575년) 음력 4월 다케다 가쓰요리는 신겐 사후, 다케다 가를 배신해 도쿠가와 이에야스의 가신이 된 오쿠다이라 사다마사(奥平貞昌)를 토벌하기 위해 1만 5천의 병력을 이끌고 사다마사의 거성 나가시노 성을 공격한다. 그러나, 오쿠다이라 군도 선전하였기 때문에 다케다 군은 나가시노 성을 함락하지 못하고 발이 묶인다. 음력 5월 12일 노부나가는 3만의 대군을 이끌고 기후를 출발해 음력 5월 17일 미카와의 노다에서 도쿠가와 군 8천과 합류하였다.
3만 8천으로 증가한 오다, 도쿠가와 군은 음력 5월 18일 나가시노 근교 시타라가하라(設楽原)에 진을 쳤다. 음력 5월 21일 오다, 도쿠가와 연합군과 다케다 군과의 전투가 벌어졌고, 다케다 군에 완승하였다(나가시노 전투). 《신장공기(信長公記)》에 따르면, 이 전투에서 노부나가는 1천여 정의 조총을 사용해 일제사격을 하였다고 전해지나 "총포대를 세 조로 나누어 시간차 없이 연속사격을 가했다"는 유명한 통설인 삼단사격(三段撃ち)이라는 전법을 실제로 사용했는지의 여부는 확실치 않다. 나가시노 전투에서 다케다 군은 야마가타 마사카게 바바 노부하루 등의 여러 핵심적인 장수들이 전사하는 등 회생 불가능한 타격을 입는다. 이후 나가시노 성주 오쿠다이라 사다마사는 노부나가로부터 이름 한 자를 받아 노부마사(信昌)로 개명하였고, 이에야스의 장녀 가메히메를 처로 맞이하였다.
한편, 전년 오다 측의 치안관을 살해하고 에치젠을 장악한 혼간지 문도들 사이에서는 내분이 일어나 있었는데, 혼간지 신도들은 오다 측의 치안관이던 마에바 요시쓰구를 죽이는 데 협력한 현지 무사였던 도미타 나가시게마저 살해하는 등 폭주하고 있었고, 덴쇼 3년(1575년)겐뇨의 명으로 파견된 시모쓰마 라이쇼(下間頼照)가 오다 가문보다 더한 악정을 폈기 때문이었다. 이를 호기로 본 노부나가는 나가시노 전투가 끝난 직후 음력 8월 에치젠으로 군사를 돌렸다.
혼간지 문도들도 저항하지만, 혼간지 측의 악정에 불만을 품은 일부 문도들이 노부나가에 협력하여 전투에 참여하지 않았다. 시모쓰마 라이쇼, 아사쿠라 가게아키라를 비롯 1만 2천여명의 에치젠 국, 가가 국의 혼간지 문도가 토벌되었다.
이렇게 하여, 에치젠은 다시금 오다 가문의 영지가 되었고, 노부나가는 에치젠 8개군을 시바타 가쓰이에에게 주었다. 이때 노부나가는 가쓰이에에게 북국 경영의 규정서를 주었다고 한다.

### 제2차 노부나가 포위망

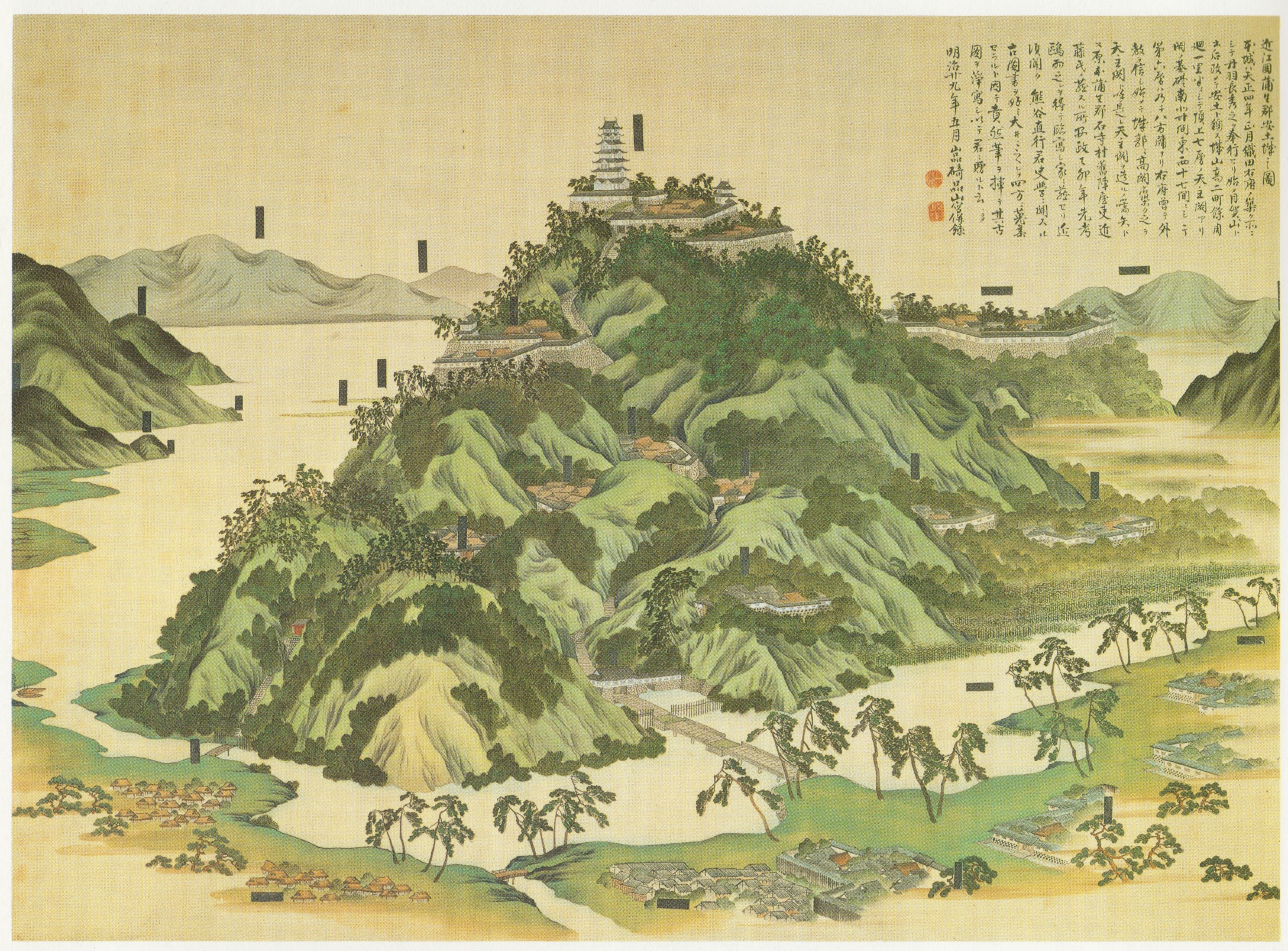
《안토성도》의 아즈치성

덴쇼 3년(1575년) 음력 11월 4일 노부나가는 곤노다이나곤(権大納言)으로, 동월 7일에는 우코노에다이쇼(右近衛大将)로 서임되었다.
음력 11월 28일 노부나가는 적장자 오다 노부타다에 오다 가문의 가독을 양도하고 미노 국과 오와리 국을 그에게 주었다. 그러나 여전히 실권은 노부나가가 장악하고 있었다.
덴쇼 4년(1576년) 음력 1월 노부나가는 비와호(琵琶湖) 호반에 아즈치성(安土城)의 축성을 지휘, 감독하였다. 덴쇼 7년(1579년) 5층7계의 천수가 완성되어 성의 공사가 완료되었다. 천수 내부에는 후키누키 양식으로 지어졌다고 한다. 어느 예수회의 선교사는 “이 같은 호화로운 성은 유럽에도 존재하지 않는다”라고 감탄하는 내용의 편지를 모국에 보냈다고 한다. 노부나가는 기후성을 적장자 오다 노부타다에게 양도하고, 완성된 아즈치 성에 살았다. 노부나가는 이곳을 거점으로 천하통일에 매진하였다.
덴쇼 4년(1576년) 음력 1월, 노부나가에게 우의를 표했던 단바 국의 하타노 히데하루(波多野秀治)가 반기를 들었다. 더욱이 이시야마 혼간지도 재차 거병하는 등, 다시금 반 노부나가파의 움직임이 확산되어 갔다. 음력 4월 노부나가는 아케치 미쓰히데, 아라키 무라시게(荒木村重), 반 나오마사(塙直政)를 총대장으로 3만 대군을 이시야마 혼간지의 거점인 오사카로 파견하였지만, 아시하라 전투에서 대패하였고, 부장 반 나오마사를 비롯 1천여 명 이상이 전사하였다.
오다 군은 수세에 몰려 덴노지(天王寺) 성채에서 농성하였다. 노부나가는 음력 5월 5일 와카에 성(若江城)에서 동원령을 내려 모인 3천여 명을 이끌고 음력 5월 7일 이른 아침, 덴노지 성채를 포위하고 있는 이시야마 혼간지 문도 1만5천여 명에게 공격을 가하였다(덴노지 성채 전투). 노부나가 자신도 부상을 입는 등 격전이었지만, 성채에 있던 오다 군도 협공을 했기 때문에 승리할 수 있었다.
이 후, 오다 군은 이시야마 혼간지를 포위하여 병량이 고갈되기를 기다린다. 하지만, 음력 7월 13일 이시야마 혼간지의 원군인 모리 수군에게 오다 수군은 패배하였고, 이시야마 혼간지는 모리 가문으로부터 병량과 탄약을 보충받았다(제1차 기즈 강하구 전투).
이 무렵, 에치고 국의 센고쿠 다이묘 우에스기 겐신(上杉謙信)과도 관계가 악화되었고, 덴쇼 4년(1576년) 겐신은 이시야마 혼간지와 화친하며 노부나가와의 동맹관계를 파기하였다. 겐신을 맹주로 모리 데루모토, 이시야마 혼간지, 하타노 히데하루, 기슈의 사이카 무리등이 동조하여 제2차 노부나가 포위망이 결성되었다.
덴쇼 5년(1577년) 음력 2월 기슈 사이카 무리를 토벌하기 위해 대군을 이끌고 출진하지만, 모리 수군의 원조와 겐신의 노토 침공으로 인해 음력 3월 형식적으로 사이카 무리의 수령 사이카 마고이치(鈴木孫一)와 화친하고 기이에서 퇴각하였다.
한편, 겐신의 공격을 견디고 있던 노토의 나나오 성의 친노부나가 파는 노부나가에게 원군을 요청하였다. 노부나가는 시바타 가쓰이에를 총대장으로 3만 대군을 선봉부대로, 자신이 이끄는 본대 1만 8천을 후위부대로 출진하였다. 그러나, 음력 9월 15일 나나오 성은 함락되어 친 오다파였던 성주는 살해당하고, 음력 9월 23일 선봉부대인 시바타 군은 데도리강 전투에서 참패한다. 이를 알아차린 노부나가는 겐신과의 충돌을 피해 아즈치로 귀환하였다.
노부나가가 궁지에 몰린 것으로 본 야마토 국의 마쓰나가 히사히데는 다시금 노부나가를 배신, 겐신에 호응하여 거병하였다. 히사히데의 모반을 알아차린 노부나가는 가가 국에서 철군하여 오다 노부타다를 총대장으로 한 토벌군을 시기 산성(信貴山城)으로 급파해 포위했다. 노부나가는 히사히데의 기량을 아껴 히사히데가 가진 명품 차 그릇 "히라구모"를 진상하는 조건으로 항복을 권유하지만 히사히데는 이를 거절하고 자폭한다. 음력 10월 마쓰나가 군은 완전히 진압되었다(시기 산성 전투).
동월 노부나가에게 저항했던 단바 가메야마 산성(亀山城)의 나이토 사다마사(内藤定政)가 병사하자, 즉각 가메야마 산성, 모미이 성(籾井城), 사사야마 산성(笹山城) 등의 단바의 여러 성을 공략하였다. 덴쇼 6년(1578년) 음력 3월 13일 우에스기 겐신이 급사하였고, 평생 여자를 가까이하지 않는 계율을 지켜 아들이 없고 양자만 둘(우에스기 가게카쓰, 우에스기 가게토라) 있던 겐신은 둘 사이에 후계자를 확실히 정하지 못한 채 죽었기 때문에 가문내에서 내분이 일어났다(오타테의 난). 이 틈을 노려 오다 군은 우에스기 령의 노토, 가가를 공략하였다. 겐신의 죽음에 따라 2차 노부나가 포위망은 붕괴되었다.

### 오다 가문의 군단
- 호쿠리쿠 방면 - 시바타 가쓰이에 군단
- 나카센 방면 - 오다 노부타다 군단 (다키가와 가즈마스 군단)
- 기나이 방면 - 아케치 미쓰히데 군단
- 주고쿠 방면 - 하시바 히데요시 군단
- 시코쿠 방면 - 니와 나가히데, 오다 노부타카 군단 (1582년 결성)
- 혼간지 방면 - 사쿠마 노부모리 군단
- 도카이도 방어 - 도쿠가와 이에야스 (단, 도쿠가와 가문과는 동맹관계)

덴쇼기에 들어서면서 노부나가는 다방면으로 세력을 뻗치기 시작한다. 수하 장수에게 다이묘급의 영지를 주어 주변을 공략하였다. 연구자 중에는 이들 신설 다이묘를 군단 또는 방면군 등으로 불렀다. 오늘날 일반 서적에도 꽤 널리 사용되고 있다. 물론, 당시에는 그러한 명칭이 없었다.
겐신 사후, 뒤를 이은 우에스기 가게카쓰에 대해 시바타 가쓰이에, 마에다 도시이에, 삿사 나리마사 등으로 호쿠리쿠를 공략하였고, 다케다 가쓰요리에 대해 적장자 오다 노부타다, 다키가와 가즈마스, 모리 나가요시 등으로 시나노, 가이를 공략하였다. 단바의 하타노 히데하루에 대해서는 아케치 미쓰히데, 호소카와 후지타카 등으로, 주고쿠의 모리 데루모토에 대해서는 하시바 히데요시 등으로, 셋쓰의 이시야마 혼간지에 대해서는 사쿠마 노부모리에게 담당하게 하였다.
오다군은 겐신 사후, 우에스기 가문과의 전투에서 노토, 가가를 탈환해 엣추를 공략하였다.
덴쇼 6년(1578년) 음력 3월 하리마의 벳쇼 나가하루(別所長治)가 모리 가문과 결탁해 모반을 일으킨다. 동년 음력 7월 야마나카 유키모리를 필두로 한 아마고 가문 부흥군의 고즈키성(上月城)이 모리 가문에 함락되어 아군이던 아마고 부흥군은 멸망한다. 동년 음력 10월 셋쓰의 아라키 무라시게도 모반해 이시야마 혼간지와 결탁, 노부나가에 대항하였다. 한편, 무라시게와 동조했던 셋쓰 동부의 나카가와 기요히데, 다카야마 시게토모(高山重友)는 오다 군의 공격과 협박에 의해 항복하였다.
동년 음력 11월 6일 제2차 기즈 강하구 전투에서 모리 수군이 대패하였고, 이시야마 혼간지와 아라키 무라시게는 보급이 끊겨 고립된다. 덴쇼 7년(1579년) 여름 단바의 하타노 히데하루는 항복하였지만 처형되었고, 동년 음력 9월에 아라키 무라시게는 처와 자식을 남겨둔 채 아리오카 성(有岡城)을 버리고 도주하였다. 아리오카 성은 함락되었고, 아라키 일족은 대부분 처형되었다. 동년 음력 10월 비젠 국의 우키타 나오이에가 모리 가문을 배반해 오다 가문에 복속하자 전황이 역전되었다. 덴쇼 8년(1580년) 벳쇼 나가하루는 성안의 병사와 영민의 안전을 조건으로 항복하였고, 자결하였다(미키 전투). 또, 혼간지 불교세력과는 동년 음력 4월 오기마치 천황의 칙령이 내려 유리한 조건으로 화친하였다. 이 화친조약의 조건에 따라 혼간지 세력은 오사카로부터 퇴거하였다. 이로써 하리마를 비롯 단바, 셋쓰를 평정하였고, 덴쇼 9년(1581년)에는 이나바의 돗토리 성(鳥取城)을 비롯 아와지로의 이와야 성(岩屋城)을 공략하였다.
덴쇼 7년(1579년) 이세의 지성구축을 방해한 이가의 호족에 화가 난 노부나가의 차남 오다 노부카쓰는 독단으로 이가 국을 공격했지만, 대패하였다. 노부나가는 노부카쓰을 엄하게 질책하고, 이가 호족에 대한 적의를 품었다(제1차 덴쇼 이가의 난). 그리고, 덴쇼 9년(1581년) 노부카쓰를 총대장으로 6만의 군세로 이가를 공략하여 오다 가의 영지로 삼았다(제2차 덴쇼 이가의 난). 이 당시 이가의 지방 호족들과 닌자들은 대량으로 학살되었고, 이후에도 닌자들은 몇 차례 노부나가 암살을 도모하였으나 모두 실패하였다.
덴쇼 7년(1579년), 노부나가는 도쿠가와의 적장자 마쓰다이라 노부야스와 그의 어머니 쓰키야마도노에 대해 죽음을 명했다. 이에 대한 이유는 사위인 노부야스에게는 12개 조 난행을 들었고, 쓰키야마도노에 대해서는 다케다 가쓰요리와의 내통 등을 들었다. 이에 도쿠가와 가신들 사이에는 노부나가 공순파와 반노부나가 파로 갈라져 격논이 오갔다. 하지만, 도쿠가와 이에야스는 두 사람의 자결을 명하였다. 단 이에 관해서는 이설도 있다.
덴쇼 8년(1580년) 음력 8월 노부나가는 후다이 가신 사쿠마 노부모리와 그의 적장자 사쿠마 노부히데(佐久間信栄)를 혼간지 세력과의 전투에서 보인 무능을 이유로, 하야시 히데사다, 안도 모리나리(安藤守就)는 옛적에 모반을 꾀했다는 것과 그의 친지들이 적과 내통했다는 이유로 각각 영지를 몰수하고 추방하는 등 내부숙청을 단행한다.

### 다케다 정벌
덴쇼 9년(1581년) 음력 2월 28일 교토에서 열병식을 했다. 이때, 오기마치 천황을 초대하였고, 여러 귀족들도 참석하였다. 일종의 무력 시위였다.
동년 음력 5월 엣추를 지키고 있던 우에스기 무장 가와다 나가치카(河田長親)가 급사한 틈을 노려 오다 군은 엣추로 진군해 엣추의 대부분을 지배했다. 동년 음력 3월 23일 도쿠가와 가문도 다케다 가문의 다카덴진 성(高天神城)을 탈환하는 등 다케다 가문을 압박하였다. 또, 기슈에서도 사이카 무리의 내부분열로 노부나가를 지지하는 스즈키 마고이치와 반 노부나가 파의 도바시 히라쓰구(土橋平次) 대립이 격하되는 등 세력이 약화되었다.
동년 아라키 무라시게의 잔당을 은닉해 주거나, 아시카가 요시아키와 내통하고 있던 고야 산(高野山)의 불교도들이 공개적으로 노부나가의 사자 10여 명을 살해하였다. 이에 격노한 노부나가는 고야 산의 문도 수백 명을 체포하였고, 가와치와 야마토의 여러 다이묘에 명하여 고야 산을 포위하였다.
덴쇼 10년(1582년) 음력 2월 1일 다케다 가쓰요리의 매제 기소 요시마사(木曾義昌)가 신부 성의 축성에 따른 과도한 공납/군역 요구에 불만을 품고 노부나가에게 돌아섰다. 이를 계기로 음력 2월 3일 노부타다에게 동원령을 명하여 전격적으로 다케다 령을 공략하였다. 도쿠가와 이에야스는 스루가에서, 호조 우지나오(北条氏直)는 간토에서, 가나모리 나가치카(金森長近)가 히다에서, 노부타다 자신은 기소에서 다케다 령으로 진격하였다. 그 수는 10만여 명을 넘었다고 한다. 이에 대해 다케다 군은 제대로 대응조차 하지 못했고, 더욱이 다케다 일족인 스루가 에지리 성(江尻城) 성주 아나야마 노부키미(穴山信君) 등의 주요 무장이 노부나가에 항복하였다.
음력 3월 5일 노부나가는 아즈치를 출발하였고, 음력 3월 8일 노부타다가 고후(甲府)를 점령하였고, 가쓰요리 부자는 쓰쓰지가사키의 다케다 저택에서 도주하여 떠돌지만 오야마다 노부시게 등 다케다 가의 후다이 무장마저도 이들을 배반하여 가쓰요리의 수급을 대가로 오다에게 항복하고자 하는 지경이었다. 결국 이런 정보들을 접하게 되자 희망을 잃고 남아 있던 병사들도 거의 모두 이탈하였고, 3월 11일 덴모쿠 산에서 다케다 가쓰요리, 노부카쓰(信勝) 부자는 몇 안되는 식솔들과 함께 자결하였다. 다케다 가문 멸망 후, 노부나가는 다케다 잔당 토벌을 명하였고, 남아 있던 다케다 가의 일족은 철저하게 소탕되었다. 살아남은 몇 안되는 다케다 가의 유신들과 일족 무장들은 후일 도쿠가와 이에야스에게 투항한다.
다케다 령의 배분에서는 스루가를 도쿠가와 이에야스에게, 고즈케를 다키가와 가즈마스에게, 가이를 가와지리 히데타카(河尻秀隆)에게, 시나노 북부를 모리 나가요시에게, 시나노 남부를 모리 나가히데에게 주어 호조 우지나오의 호조 세력을 저지했다. 그러면서도 일찍이 신겐과 겐신에게 했던 것처럼 평화 외교를 하여, 동맹 관계를 유지하였다.

### 혼노지의 변

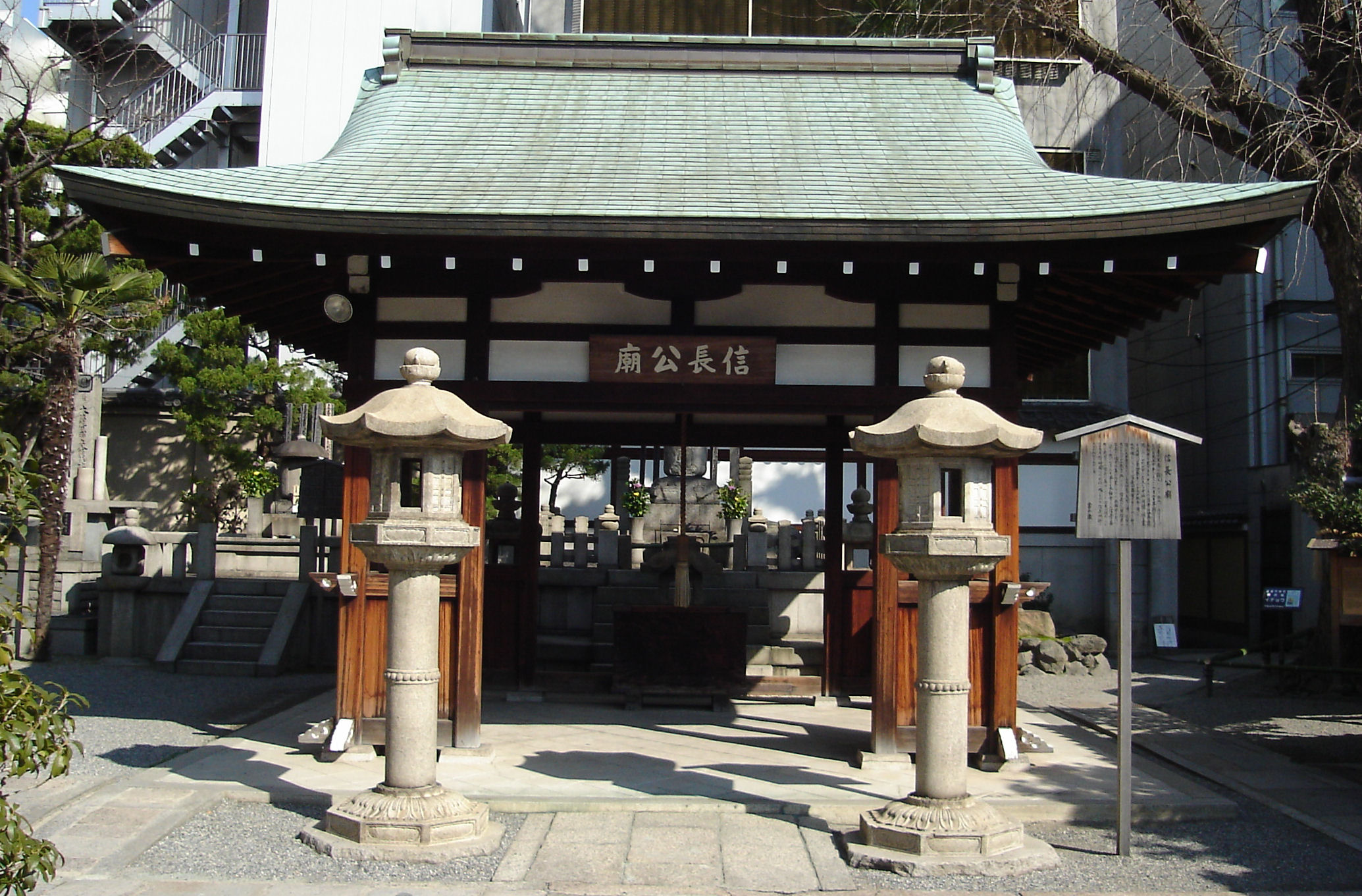
오다 노부나가의 사당 (혼노지)

덴쇼 10년(1582년) 여름, 노부나가는 시코쿠의 조소카베 모토치카(長宗我部元親)를 공략하기 위해, 3남 간베 노부타카(神戸信孝)와 중신 니와 나가히데(丹羽長秀)의 군단을 준비시킨다.
동년 음력 5월 15일 맹우 도쿠가와 이에야스를 아즈치로 초대한다. 그리고, 노부나가는 아케치 미쓰히데에게 이에야스의 접대를 맡기고, 미쓰히데는 15일에서 17일에 거쳐 이에야스를 손님으로서 대접하였다. 그러나 이에야스에 대한 접대가 한창인 무렵 츄고쿠의 모리와 대진하고 있었으나 고전을 면치 못하던 하시바 히데요시의 사자로부터 원군을 요청받는다. “모리 측에서 대군을 이끌고, (히데요시가 장기간 포위하고 있던)다카마쓰 성(高松城)으로 구원할 조짐이 있습니다.”라는 보고였다. 노부나가는 즉각적으로 미쓰히데에게 히데요시의 원군을 명하였다.
노부나가는 음력 5월 29일 모리 원정 출정에 대한 준비를 위해 거성인 아즈치를 떠나 교토로 상경하였고, 혼노지에서 숙식하였다. 하지만, 원군으로 보내질 아케치 미쓰히데의 부대는 방향을 바꾸어 돌연 교토로 진입하였고, 음력 6월 2일 혼노지를 급습하였다. 기밀 유지를 위해 혼노지를 급습하기 전까지 목표가 노부나가가 있는 혼노지라는 것을 알리지 않았고 "교토에서의 열병식에 참가하기 위해서 교토로 간다"라고 말했다 한다. 혼노지를 급습하기 직전에서야 미쓰히데는 노부나가에 대한 쿠데타가 목표인 것을 수하 군사에게 알리는데, 이때 미쓰히데가 했다고 전해지는 말이 그 유명한 "적은 혼노지에 있다(敵は本能寺にあり)"이다. 1백 명 정도의 호위군 밖에 없었던 노부나가는 미쓰히데의 반란 소식이 알려지자 "어쩔 방도가 없다(是非に及ばず)"라는 말을 남기고 스스로 창을 가지고 항전했으나, 압도적 병력차 때문에 수세에 몰렸고 노부나가는 처소로 돌아가 혼노지에 불을 지르고 그 속에서 자결하였다. 향년 49세.
아케치 미쓰히데의 사위 아케치 히데미쓰(明智秀満)가 노부나가의 사체를 찾았지만 결국 찾지 못했다고 한다. 노부나가와 비슷한 승려를 주변에 배치했기 때문에 누군지 모른 채 매장했다는 설도 있다. 또, 외국인(흑인) 측근 야스케(弥助)는 혼노지 변에서도 마지막까지 노부나가와 동행해 싸우다가 미쓰히데에게 잡혔지만 석방되었다고 전해진다. 2007년에 행해진 혼노지 터의 발굴조사에서 혼노지 번과 동 시기에 있던 해자 터와 대량의 기와가 발견되어, 현재의 연구에서는 혼노지는 성채 수준의 규모를 갖췄으며 노부나가가 사전에 모반에 대비했다는 학설도 있다.
다이쇼 6년(1917년) 11월 17일, 다이쇼 천황의 특지로 노부나가에게 관위 정1위가 추증되었다. 일본 궁중의 최고 위계인 정1위를 받은 이는 추증까지 포함해 오다 노부나가가 마지막이며, 이후 현재까지 서임된 사례는 없다.

## 인물

### 성격
《울지 않으면 죽여 버리겠다. 두견새》란 시구가 그의 성격을 잘 나타내고 있다고 전해질 만큼 과격하고 급한 데가 있는 성격이었다.
《신장공기》에 따르면 "아자이 히사마사, 나가마사 부자와 아사쿠라 요시카게의 3인의 두개골에 금칠하여 연회 때 그 일을 널리 알렸다."라고 기록돼 있다. 이를 잔 대신으로 사용되어 가신들이 그 잔에 든 술을 마시게 했다는 이야기가 있지만, 이것은 후세 소설가의 각색이고, 실제 사용되지 않았다. 그리고 해골에 하쿠다미를 한 것은 죽은 자에 대한 경의를 나타낸 것일 뿐 일반적인 이미지처럼 사자에 대한 모욕은 아니다.
예수회 선교사인 루이스 프로이스는 노부나가의 인물상을 다음과 같이 묘사하고 있다.
키가 크며, 마른 체격으로 수염이 적다. 목소리는 꽤 큰 편이며 항상 무예를 좋아해 천하고 상스럽다. 정의롭고 자비를 베푸는 행동을 즐겨 한다. 오만하고 명예를 존중한다. 결단력이 뛰어나고 전술에 치밀함이 있지만, 규율을 지키지 않으며 부하의 진언을 대부분 따르지 않는다. 사람들로부터 이상할 정도로 외경을 받고 있다. 술은 마시지 않는다. 겸손히 자신을 낮추는 일은 거의 없으며, 자신 이외의 다이묘 대부분을 경멸하여 마치 자신의 부하나 다름없이 낮춰 말한다. 좋은 이해력과 명석한 판단력을 가졌다. 신과 부처 등 우상을 경시하여 점은 일체 믿지 않는다. 명목상은 자신의 종교가 법화종 불교라고 말하고 있지만, 조물주, 영혼 불멸, 사후 세계 등의 존재는 없다고 단언하고 있다. 사업에 만전을 기하는 한편 공명에 최선을 다한다. 사람과 대화할 때 돌려 말하거나 둘러대는 것을 싫어한다.

세간의 평판을 중시하고, 항상 올바른 싸움이라고 주장하는 것에 부심했다고 한다. 이와 같은 일은 교토 귀족 등의 일기에서 엿볼 수 있다.

### 노부나가의 잔혹성에 대한 평가
노부나가가 행한 일에 대한 평가는 시대와 해석하는 사람에 따라 큰 차이가 있다. 옛 권위를 부정했기 때문에 당시 단행되었던 정책에 관해서 비난이 많다. 이 때문에 광기의 혁명자라고 평가하는 사람도 있다. 단, 이와 같은 비난에 관해서는 노부나가 사후에 오다 가를 계승한 히데요시, 이에야스의 정보조작 가능성도 고려할 필요가 있다. 실제 히데요시와 이에야스는 오다 가문을 경계하였고, 냉대 하였지만, 그들 후계자 도요토미 히데요리, 도쿠가와 이에미쓰는 오다 가문의 피가 섞여 있었다.(히데요리의 어머니는 노부나가의 여동생인 오이치의 장녀로써 히데요시에게 시집갔고, 이에미쓰의 어머니는 오이치의 삼녀로써 이에야스의 아들인 히데타다에게 시집을 갔다.)
당시부터 엔랴쿠지(히에이 산)를 불태운 등 불교 세력과 대립각을 세우고 잔인하게 탄압한 일 때문에 노부나가를 악인으로 모는 견해가 존재했다. 그러나 당시의 불교 세력은 반란을 선동하는 등 하나의 정치/무장 세력이었고 여러 사람에게 부정부패/불교 계율의 위배 등으로 비판받기도 하는 타락한 세속적 세력이었고, 종교 세력이 속세의 권력과 하나가 되어 종교 본연의 의의를 망각한 일과 승려들의 부패 등을 감안해 볼 때 노부나가의 불교 탄압을 정교분리의 시초로 긍정적으로 평가하는 견해도 있다. 에도 시대 중기의 학자 아라이 하쿠세키(新井白石)는 “그 수법이 잔인했다고 말할 수 있어도, 오랫동안 계속되어 온 승려의 폐단을 없앴으니, 이 또한 천하에 큰 공을 세운 일의 하나라고 봐야한다.”라고 평했다.
전해지는 이야기로는, 자보즈(茶坊主)의 일처리에 무언가 문제가 있어 이에 노부나가가 격노하였고, 자보즈는 자신에 미칠 화를 두려워하여 선반에 숨었다. 하지만, 노부나가는 선반째로 칼을 내려쳐 자보즈를 베어 죽였다는 일화가 있다. 자보즈를 벨 때 베는 맛이 좋아 사용된 칼에는 헤시키리(圧し切り) 하세베(長谷部)라는 이름이 붙여졌다고 한다.
겐키 원년(1570년) 음력 5월 6일 스기타니 젠주보(杉谷善住坊)라는 이가 출신 조총의 명수가 노부나가를 암살하려 했지만, 미수에 그쳤다. 덴쇼 원년(1573년) 젠주보를 잡혀 왔다. 노부나가는 젠주보를 머리만 나오게 흙에 묻어 생매장 하고 무딘 대나무 톱으로 그의 목을 썰어 고통 속에 서서히 죽였다.
덴쇼 3년(1575년) 음력 11월 미노 이와무라 성을 함락한 후, 항복조건으로 내건 장수들의 구명을 무시한 채 적장 아키야마 노부토모와 오쓰야노 가타를 비롯 5 명을 나가라강변에서 거꾸로 매달아 찔러 죽였다. 오쓰야노가타는 이와무라 성을 적에게 바치고 함락했다고는 하나, 오다 노부나가의 친 숙모에 해당했다.
덴쇼 6년(1578년) 기나이의 고야 산의 문도(고야히지리) 1383 명을 포박해 살해하였다. 이는 고야 산의 문도들이 밀정활동을 하였기 때문이라고 하나, 노부나가의 잔혹한 성격 / 반 불교적 성향을 나타내는 일화로도 소개된다.
덴쇼 6년(1578년) 음력 12월 13일 아마가사키 부근에서 아라키 무라시게 일족 부녀자 122 명을 십자가에 매단 후 찔러 죽였다. 더욱이 남자 124 명, 여자 388 명을 4 동의 가옥에 몰아 넣은 후, 불을 질러 죽였다.
덴쇼 10년(1582년) 음력 4월 10일 노부나가는 비와호의 지쿠부 섬(竹生島)의 참배를 위해 아즈치 성을 출발하였다. 아즈치 성과 지쿠부 섬 사이는 좀 멀었기 때문에 당일로는 돌아가기 어려운 거리였다. 이 때문에 시녀들은 노부나가가 자리를 비운 것을 기화로 직무를 이탈해 구와노미데라(桑実寺)에 참배가거나, 마을에서 장을 보거나 하여 아즈치 성을 비웠다. 그러나 일정과 달리 노부나가는 그날 돌아왔으며, 시녀의 외출을 안 노부나가는 격노하여 시녀들을 참살하였다는 설이 있다. 이때, 시녀들의 구명을 탄원한 구와노미데라의 주지 역시도 살해하였다. 단, 구와노미데라에는 이때 살해되었다는 주지의 기록이 혼노지의 변이 일어난 이후에도 남아 있었기 때문에 실제로는 죽이지 않았다고 생각되며, 문헌의 기술은 세이바이(成敗)되었다고 적혀 있으나 이는 죄를 물어 주살한다는 의미 외에도 단순히 엄하게 벌을 받는다는 의미도 있기 때문에 참살당했다는 일반의 이해는 오해로 생각된다.
노부나가의 적대세력에 대해 행한 행동은 대부분은 당시 시대상황상 학살이라기보다 오히려 보통 일어날 수 있는 일이고, 센고쿠 시대를 조기에 끝을 맺기 위한 어쩔 수 없는 행동이라는 의견도 있다. 실제 노부나가가 행한 처형 방법은 도쿠가와 이에야스를 비롯 여러 다이묘도 했었다.
덴쇼 5년(1577년) 하시바 히데요시는 모리 세력을 견제하기 위해 비젠, 미마사카, 하리마 국경 부근에서 여자, 어린아이 200 명 이상을 꼬챙이에 꽂아 죽이거나, 십자가에 매달아 죽였다. 지금도 이 부근은 지옥골짜기라고 불리고 있다. 규슈의 나고야 성에서도 히데요시의 명령을 받은 사테케 요시노부가 세금을 내지 않은 농민들을 남녀노소 가리지 않고 죽이라고 지시했으며 그는 히데요시의 전쟁 준비를 위해서 1,500명을 노예처럼 강제 동원하였고 그럼에도 탈주자들을 집요하게 처형하려고 시도했다. 다케다 신겐과 우에스기 겐신 등도 인신매매를 하는 등, 노부나가가 한 행동 역시 특별히 보기 드문 일은 아니었다. 이와 같이 당시 상황과 도덕 기준을 생각해 그의 행동을 평가해야 하는 견해가 있으나, 이는 상대주의로 문제의 소지가 크다.

### 초상화
아이치현 도요타시의 조코지(長興寺)에 노부나가를 그린 그림이 있으며, 그 외에도 유럽의 화가가 실사한 초상화라고 전해지는 그림이 있다. 하지만, 제2차 세계대전 때 공습으로 소실되어 현재는 사진만이 전해진다. 현존하는 사진을 보면 진한 눈썹에 날카로운 큰 눈, 높은 코, 다물어진 입, 긴 얼굴 윤곽과 수염 등이 특징이다. 단, 이 초상화에 관해서는 사료적으로 뒷받침이 되지 않아, 메이지 시대 행해진 현창사업 때 작성된 것이라고도 한다. 노부나가의 청년 무렵에는 여자로 잘못 볼 정도로 미소년이었다는 기록도 있다.

### 관계
신분에 관계없이 서민들과 허물없이 지냈다고 한다. 실제 서민들과 함께 춤을 추거나 노동요를 부를 때에는 모습을 서민들 앞에 드러냈다. 오봉 때에는 마을 주민을 즐겁게 해주었고, 마쓰리를 즐겼던 것 같다.
상경 이후 조정 등의 귀족계급에 재정적 지원을 하는 등 구게와도 친교가 깊었다. 특히 고노에 마에히사(近衛前久)와는 애당초 적대 관계였지만, 취미 등이 같아 잘 어울였다고 한다.
당시 다른 센고쿠 무장과 같이 남색(슈도衆道)을 즐겼다. 고쇼인 마에다 도시이에, 호리 히데마사, 모리 란마루 등과 관계를 가졌다고 전해진다. 또, 외척을 견제하기 위해 측실을 조금밖에 두지 않고 대신 많은 아이를 가졌다고 한다.

### 서양문물의 관심
서양문물에 관심이 깊어, 교토에서 열린 관병식 때 벨벳으로된 외투에 서양 모자를 쓰고 참가하였다. 만년에 전장에 나갈 때면 서양식 갑옷을 입었다고 한다. 또, 알레산드로 발리그니아누(Alessandro Valignano)의 노예였던 흑인에 흥미를 나타냈고, 그를 양도 받아 야스케(彌介)라고 부르며 측근으로 삼았다.
예수회에서 받은 지구의, 시계, 지도 등을 잘 이해했다고 하며, 예수회 선도사에게 지동설과 둥근 지구의 모양에 대한 설명을 들었을 때는 "과연 그 이론이 타당하다"라고 흥미를 나타냈다는 기록이 전해진다. 호기심이 강해 조총이 일반적이지 않을 무렵부터 화승총(火縄銃)을 주 전력으로 사용하였다. 기발한 성격의 소유자로 알려져 있지만, 루이스 프로이스는 일상생활과 별반 다를 게 없다고 본 것 같다. 로마 교황 그레고리오 13세에게 아즈치성을 그린 병풍도를 선물했고 노부나가가 죽은 후인 1585년에 도착했다고 한다. 현재 이 병풍도는 분실되었다.

### 문화에서의 관심
바둑, 고와카마이를 좋아하고, 사루가쿠(猿楽)를 싫어하였다. 고와카마이의 '아쓰모리' 중
인간세상 오십년 하천에 비한다면 덧없는 꿈과 같구나, 한 번 태어나 죽지 않을 자 그 누구인가, 죽지 않을 자 그 누구인가
(人間五十年 下天のうちをくらぶれば 夢幻の如くなり ひとたび生を享け 滅せぬもののあるべきか)

이란 대목을 특히 좋아해서 자주 춤을 추었다고 한다.
여기서 하천은 불교에서 말하는 천상계의 가장 아래로, 이곳의 하루는 인간계의 50년이라고 한다. 노부나가는 16 세기의 인물이므로 "인간"을 "인간 세상"의 의미로 사용했으므로, 인간세상의 50년이라고 해봐야 하천에서는 하루에 지나지 않는다고 인세의 부질없음을 표현하는 대목이다.
스모(相撲)를 매우 좋아해서, 아즈치성 등에서 대규모 스모 대회를 자주 열었다. 또, 스모 대회는 신분과 관계없이 노부나가의 측근과 서민들이 섞여 스모를 했다고 한다. 그 밖에도 수영, 매사냥, 말타기, 활쏘기 등 신체와 무예를 닦았다. 바둑에도 취미가 있어, 바둑에서 사용되는 명인(名人)이란 말을 처음 사용했다고 한다.
미요시 가문을 제압한 뒤, 쓰보우치(坪内)라는 이름을 가진 미요시 가문의 요리사를 포로로 잡았다. 이때, 노부나가는 쓰보우치에게 “요리를 잘하면, 죄를 사하고 요리사로 고용하겠다.”라고 약속했다. 그리고, 쓰보우치가 만든 요리를 노부나가가 먹었지만, “음식이 싱겁다.”라며 쓰보우치를 처형하려 하였다. 그러나, 쓰보우치는 1 번만 기회를 달라고 애원하였다. 그리고, 나온 2 번째 요리의 맛을 본 노부나가는 “매우 맛있다.”라며 수긍하고, 고용하였다. 그 후, 쓰보우치는 “애초에 2번째 요리를 내왔으면 좋았잖아.”라는 물음에 “처음 요리는 교토의 고급 요리였고, 나중 것은 맛이 강한 시골 요리였을 뿐이다. 결국 노부나가님도 시골 사람이란 말이겠지요.”라고 대답하였다. 후일 이 이야기를 들은 노부나가는 “나의 요리사로 고용된 이상은 나의 취향에 맞는 요리를 할 수 있도록 먼저 노력하는 것이 가신 된 자의 본분이다. 그것을 게을리했다는 것은 단순히 무능했기 때문이다.”라고 대답했다고 한다.

## 막부 및 천황과의 관계
노부나가는 아시카가 쇼군 요시아키를 기리기 위해 대군을 이끌고 교토로 진격해 무로마치 막부를 재건해 기나이 지방까지 세력을 확장했다. 노부나가는 처음부터 무로마치 막부와 씨족 체제를 무너뜨리고 요시아키를 정점으로 자신의 실권을 장악, 즉 괴뢰정권을 수립하는 것을 목표로 삼았다는 것이 통설이다. 그런데 최근 들어 노부나가와 요시아키가 좋은 파트너였다는 설과 함께 요시아키가 노부나가를 배신했기 때문이라는 설도 등장했고, 노부나가가 원래 무로마치 막부를 무너뜨릴 의도는 아니었다는 설도 나왔다.
천황에 대해서는 종래부터 노부나가가 천황을 압박하고 기존의 질서를 무너뜨리려 한다고 생각했다. 그러나 근래에는 노부나가가 천황과 일본 황실을 일관되게 중시했을 것으로 생각되기 시작했다. 사무라이들에게 영토를 빼앗기고 재정적인 여유도 없이 궁핍한 생활을 할 수밖에 없었던 천황과 궁정 귀족들에게 노부나가는 막대한 기부를 하는 든든한 다이묘였고, 노부나가에게 있어서는 천황궁과의 연계가 오다 가문의 브랜드 이미지 향상에 기여했다는 것이 그 근거이다.

## 정책

### 종교정책
- 노부나가의 종교는 명목상 불교의 법화종이지만, 불교도에 대한 탄압정책과 아즈치성의 토대에 석불과 묘석을 파내다 사용한 일, 예수회 선교사인 루이스 프로이스가 남긴 기록 등은 오다 노부나가가 무신론내지는 유물론적 사고를 갖고 있었음을 말해준다. 오다 노부나가는 승려의 횡포를 비판하고, 기독교 선교사를 칭찬하였으며, 기독교도와 불교 신자들이 주장하는 하느님과 부처의 존재와 영혼 불멸을 믿지 않았다고 한다. 단, 오다 노부나가가 불교세력에 대해 엄한 정책을 폈다는 사료 대부분은 불교세력과 대립하고 있던 예수회의 기록임을 주의할 필요가 있다. 더욱이 노부나가가 일향종 등의 불교도를 없애버리려고 했다는 사관은 에도 시대 혼간지 교단에 의해 유포된 것이라는 연구도 있다.
- 오다 노부나가는 아즈치성 천수각내의 천정과 벽화에 불교, 도교, 유교를 제재로 한 그림을 그리거나, 정토진종과 엔랴쿠지의 종교활동 자체를 금지하지는 않았다.
- 예수회 선교사인 루이스 프로이스의《일본사》에 따르면, 아즈치 성내에는 노부나가를 대신하여 범산(梵山)이라는 큰 돌을 두어 신성시하였고, 가신과 영민에게 예배를 강요하였다고 한다. 이 자기 신격화에 관해서는 조정과의 관계, 대륙 진출의 구상 등 긍정적으로 보는 학설과 부정적으로 보는 학설이 있다. 또, 프로이스가 이 일을 기록한 때는 노부나가 사후의 일이고, 그 밖의 사료에서는 찾을 수 없기 때문에, 신빙성에 의문을 품은 학자도 있다.

### 상업정책
상공업자에 장을 세울 수 있는 허가서를 주었고, 불필요한 관문은 철폐해 경제와 유통이 원활히 이루어질 수 있는 환경을 조성한 것과 함께 검지를 철저히 하여 영국지배를 확립하였고, 가신들을 성 밑에 주거시켜 상비군을 편성했다. 단, 기존의 시장을 모두 없애는 것은 아니다. 따라서, 장이 설수 있는 곳에는 장을 설수 있게 주변을 조성하였고, 교토와 같은 대도시에는 기존의 시장을 이용했다.

### 인사정책
- 인재의 능력을 중시하여 신분의 귀천없이 인재를 등용하였다. 농민 출신인 하시바 히데요시, 출신이 아직도 명확히 밝혀지지 않은 다키가와 가즈마스, 낭인이던 아케치 미쓰히데 등을 등용하는 한편, 기존 가신이었던 사쿠마 노부모리와 하야시 히데사다 등을 추방하였다. 중신으로 오다 가문 내에 입지를 굳혔지만, 활약 이상으로 이권을 주장하는 사쿠마나 하야시에 대해서, 징벌적 숙청을 단행했다. 그러나, 사쿠마 노부모리에게는 19개 조의 절함장(折檻状)을 내려 공을 세우던가 은퇴하던가 하는 선택권을 주었는데도 공을 세우지 못했기 때문에 처벌되었을 뿐, 마에다 도시이에가 다시금 노부나가를 섬긴 일 등을 보면[36] 단순히 아랫사람에게 가혹했다고는 말하기 힘들다.

- 사쿠마 노부모리와 하야시 히데사다의 후다이 가신 및 안도 모리나리의 숙청에 관해서는 가신의 소령을 정리해 오다 가문의 직할령을 늘리는 목적도 있다고 있었다고 한다.

- 당시 유행하던 다도(茶道)로 가신단 장악의 수단으로 활용해 당시 한 지역의 가치를 가졌던 다기(茶器)를 영지와 금전 대신 상으로 내렸다. 가이 공략에 전공을 세운 다키가와 가즈마스에게 어떤 상을 바라느냐고 묻자 가즈마스가 엄청난 가치를 지닌 한 차 항아리(茶壺)를 달라 했는데, 이를 거절하고 단지 간토칸레이(関東管領)라는 칭호와 고즈케 국을 내리자 실망했다는 일화가 있다.

- 선교사와 함께 온 외국인 용병을 받아들여 국적을 불문하고 자신의 병사로 활용했다.

- 인사에 있어서 엄한 일면이 있었다고는 하지만, 하시바 히데요시가 아이를 가지지 못하는 네네에 대해 차갑게 대한 것을 알자, 히데요시를 불러 엄하게 질책하고 네네에 대해서는 격려의 편지를 보내는 등, 인정미 넘치는 행동도 하였다. 한 예로 히데요시의 바람기 때문에 네네가 많이 힘들어 하자 노부나가는 편지로 '저 머리까진 생쥐 녀석(노부나가가 히데요시에게 붙여준 별명)이 자네와 같은 여자를 아내로 맞아들이면서도 다른 여자를 탐하다니 언어도단이로다.'라는 말로 위로를 해주었다. 그리고, 자신이 추방한 사쿠마 노부모리, 노부히데에게는 노부모리가 죽자, 노부히데의 복직을 허락하는 등의 이면도 보였다.

- 노부나가의 측근 중 군사, 참모적 인물은 좀처럼 두지 않고, 호리 히데마사, 모리 란마루라는 명령을 대행을 위한 비서관만 등용했다. 성공한 인물 중 이와 같은 경우는 많지 않다. 노부나가 자신이 타인의 의견을 따르는 것을 좋아하지 않았고, 주위 인물들은 노부나가의 의도를 이해하지 못한 채 끌려가기 일쑤였다. 단, 센고쿠 시대 같은 난세에서 이런 천재형의 인물이 과감한 개혁정책을 펴기 위해서는 어쩔 수 없었다는 견해도 있다.[37]

- 센고쿠 시대 배반과 이반은 일상다반사였음에도 관계없이, 노부나가를 배반한 자들 대부분은 노부나가가 상경할 때까지는 가신이었다. 오와리, 미노를 다스리던 무렵의 가신들은 거의 배신을 하지 않았다.

- 덴쇼 8년(1580년) 노부나가는 하야시 히데사다를 과거에 모반했다는 이유로 추방하지만, 같은 죄를 지은 시바타 가쓰이에는 죄를 묻지 않았다. 게다가 가쓰이에에게는 에치젠 8개군 75만 석이라는 오다 가신단 수일(随一)의 영지와 필두 가로의 지위를 주었다. 또, 마쓰나가 히사히데에게도 그의 실력을 평가해 두 번의 항복을 허락했다. 이와 같이 능력이 있다면, 그 죄를 묻지 않고 중용했다.

### 전략
- 전략으로는 철저한 준비를 하여 상대의 힘을 무력화하고, 그 위에 상대보다 많은 병력을 동원하여 전투에 임하는 것이 특징이었다. 오케하자마 전투로 대표되는 적은 병력으로 적의 의표를 공격하여 대군을 격파하는 책략은 본래 잘 쓰지 않았다. 특히 노부나가가 그 존재를 경계한 다케다 신겐, 우에스기 겐신과는 적극적으로 대적하지 않고 항상 신중히 대응했다. 신겐과 겐신도 노부나가와 단독으로 싸우지 않고, 주위와 협력하여 전투를 치렀다. 그러나, 뒤에 서술한 것과 같이 적은 병력으로 전투를 행했으며, 시기를 놓친 원군을 기다리지 않고 전투에 임하는 등 임기응변으로 대응하기도 했다.

- 대량 살상을 명했다고 볼 수 있지만, 실제 상대의 항복도 허락지 않고 섬멸한 것은 광신적인 사원세력과의 전투 정도밖에 없다. 다케다 정벌이나, 제2차 덴쇼 이가의 난 등의 전투에서는 일부 상대의 항복을 받아 들였다. 사원세력과의 전투에서도 먼저 무력행사를 하지 않고 화친 혹은 정전/중립 엄수를 요구하는 등의 입장을 취했지만, 광신도 무리인 상대가 이를 거절하거나 파기하였기 때문에 강경한 수단을 취한 것으로 보인다. 나가시마, 에치젠의 일향종 신도와의 전투에서는 신도들을 용서 없이 학살했지만, 그들의 구심점으로 있는 혼간지 겐뇨의 혼간지에 대해서는 몇 번인가 화의를 맺었다. 또, 다카덴진 성 전투에서 도쿠가와 이에야스에게 보낸 편지를 보면 적을 계략으로 위압하는 전략을 구사하였다는 것을 알 수 있다.

- 개인적으로도 무용이 뛰어나 오케하자마 전투를 비롯 도네자카 전투, 덴노지 성채 전투에서는 최전선에서 활약한다. 다이묘가 최전선에 나가 전투를 벌이는 일은 매우 이례적이었다.

- 군의 기동력이 우수하여 로쿠조 전투에서는 3일 걸릴 거리를 2일에 주파해 아자이, 아사쿠라 연합군이 교토로 접근하는 것을 막았다고 한다.

### 내정
- 적 다이묘와 일향종 세력의 잇키, 부하들에게는 가혹한 데가 있던 노부나가였지만, 영지인 오와리, 미노엔 선정을 베풀었다. 오케하자마 전투에서도 노부나가가 승리할 수 있는 원동력은 영민의 지지가 있어서였다. 연이어 발생한 전란으로 황폐해진 교토의 상공업자들도 엄정한 노부나가의 통치를 반겼다고 한다. 오다 군의 아시가루(足軽)가 길을 가고 있는 여성을 희롱하는 것을 본 노부나가가 교토의 치안을 해치는 행위로 보아 스스로의 손으로 즉결처형한 삽화도 있다. 또, 혼노지의 변 후, 아케치 미쓰히데를 따르는 호족층이 적었던 점도 이를 반영한다. 혼노지의 변 이후 미쓰히데가 자신을 무왕, 노부나가를 주왕에 비교하자 노부나가의 통치를 환영하던 교토에서는 이를 어린아이들까지 비웃었다고 전해진다.

- 라쿠이치라쿠자(樂市樂座)[38]는 노부나가가 가장 먼저 행한 정책이라는 통념이 있지만, 실제는 오미 남부의 센고쿠 다이묘 롯카쿠 사다요리(六角定頼)가 행한 정책이었다. 그러나 노부나가는 라쿠이치라쿠자를 대규모로 시행하여 비와호 등을 중심으로 한 유통에 따른 상업 발전에 눈을 돌리고 당시 전란으로 전시호황을 누리고 있던 자유무역항인 사카이를 점령하여 이익을 독점하는 등, 한발 앞선 내정을 펼쳤다(유통에 따른 상업정책은 에도 시대 후기에 와서 중시되기 시작한 것으로 그 전까지는 연공(쌀)이 중시되었다).

- 공공사업에서도 손을 뻗쳐, 길을 정비해 1리[39] 마다 나무를 심어 표석으로 삼았다. 이는 자군의 행군 속도를 높이기 위한 것이었다. 주변의 관문도 폐지하여 주변과의 왕래를 쉽게 해 상업을 활성화하였다. 타 지역에서는 적군의 진군 속도를 고려해 그 같은 일은 하지 않았다.

- 노부나가는 도량형의 통일에도 힘써 되에 각각의 소인과 도장을 찍어 단위를 통일하였다. 또, 질 나쁜 화폐는 못 쓰게 하고, 질 좋은 화폐를 사용하도록 선전령(選銭令)을 반포했다.

## 가계

### 역대 단조노조 가
- 오다 스케노부(織田良信){- 오다 도시사다(織田敏定)} - 오다 노부사다(織田信定) - 오다 노부히데(織田信秀) - 오다 노부나가(織田信長)

### 형제
- 오다 노부히로(織田信広)
- 오다 노부유키(織田信行)
- 오다 노부카네(織田信包)
- 오다 노부하루(織田信治)
- 오다 노부토키(織田信時)
- 오다 노부오키(織田信興)
- 오다 히데타카(織田秀孝)
- 오다 히데나리(織田秀成)
- 오다 노부테루(織田信照)
- 오다 나가마스/우라쿠사이(織田長益/有楽斎)
- 오다 나가토시(織田長利)

### 자매
생모 불명인 사람이 많고, 자매 순서 역시 불명이다.
- 쿠라노카타 - 오오하시 시게나가의 아내
- 이누야마도노 - 오다 노부키요의 아내
- 진보ㆍ이나바 부인 - 진보 우지하루의 아내. 후에 이나바 사다미치의 계처
- 사이토 히데타츠의 측실 - 사이토 도산의 아내
- 나에키 칸타로의 아내 - 토오야마 나오카도의 아내
- 오이누노카타 - 사지 노부카타의 아내 → 호소카와 아키모토의 아내
- 오이치노카타 - 아자이 나가마사의 아내 → 시바타 카츠이에의 아내
- 오바타도노 - 오다 노부나리의 아내
- 에이린인 - 오다 노부나오의 아내
- 츠다 이즈모노카미의 아내
- 이이노오 히사키요
- 노부도노 - 츠다 모토히데의 아내
- 신토쿠인 - 마키 나가키요의 아내
- 니와 우지카츠의 계처
- 노키 큐로의 아내

### 처첩
- 정실 : 사기야마도노 (별칭: 오노우노카타, 노히메, 키쵸) - 사이토 도산의 딸
- 측실
  - 이코마 키츠노 - 이코마 이에무네의 딸
  - 사카씨
  - 쿄운인 - 타카하타 겐주로의 딸
  - 요칸인
  - 春誉妙澄大姉
  - 이름 불명 - 성씨 불명이지만, 이나바씨 친족이라는 설이 있음
  - 지토쿠인 - 타키가와 카즈마스의 친척. 오다 노부타다의 유모
  - 히지카타씨 - 히지카타 카츠히사의 딸
  - 아코코노카타 - 산죠니시 사네키의 딸
  - 하라다 나오코 - 하라다 나오마사의 동생
  - 오츠마키 - 아케치 미츠히데의 동생

### 아들
- 장남 : 오다 노부타다
- 차남 : 키타바타케 노부카츠 - 키타바타케 토모후사의 양자
- 3남 : 칸베 노부타카 - 칸베 토모모리의 양자
- 4남 : 하시바 히데카츠 - 하시바 히데요시의 양자
- 5남 : 츠다 카츠나가 - 토오야마 카게토, 타케다 신겐의 양자. 후에 양자 결연 해소.
- 6남 : 오다 노부히데
- 7남 : 오다 노부타카
- 8남 : 오다 노부요시
- 9남 : 오다 노부사다
- 10남 : 오다 노부요시
- 11남 : 오다 나가츠구
- 서장자 : 오다 노부마사

### 딸
노부나가의 딸에 대해서는 사적의 상세가 불명한 사람이 대부분이다. 게다가 『寛永諸家系図伝』에서는 딸이 6명으로 되어있는 반면, 보다 후에 제작된 『寛政重修諸家譜』에서는 12명으로 되어있는 등, 족보에 따라 딸의 숫자도 일정하지 않다. 와타나베 에미코에 의하면 『寛永諸家系図伝』은 대략 올바르게 나이 순서대로 딸을 썼지만, 홋케지본ㆍ츠보우치본의 『織田系図』에도 나와있듯이, 장녀는 마츠다이라 노부야스의 아내가 아닌 가모 우지사토의 아내로 하는 것이 옳다고 추정된다. 또한, 『寛永諸家系図伝』에 실리지 않은 딸에 대해 미즈노 타다타네의 아내는 남편의 불상사때문에 의도적으로 생략된 것으로 보이며, 마데노코지 아츠후사의 아내와 토쿠다이지 사네히사의 아내의 두 사람은 공가와 혼힌했기 때문인지 오다 노부타카 부양이었기 때문인지, 둘 중 하나의 이유로 생략된 것으로 보인다.
- 소오인 - 장녀 (일반적으로는 차녀로 전해짐). 가모 우지사토의 정실
- 토쿠히메 (고토쿠) - 차녀 (일반적으로는 장녀로 전해짐). 마츠다이라 노부야스의 정실
- 오다 히데코 또는 후지, 후에 우에노노오카타 (니에이)- 츠츠이 사다츠구의 아내. 츠루히메 (사기노카타) (나카가와 히데마사의 아내)와 동일인물로 보는 경우도 있음.
- 교쿠센인 - 마에다 토시나가의 아내. 이름과 생모는 확실하지 않다.
- 호온인 - 니와 나가시게의 아내.
- 오후리 - 미즈노 타다타네의 정실. 사지 카즈나리의 계실. 어머니는 오나베노카타
- 겐코인 - 마데노코지 아츠후사의 아내
- 산노마루도노 - 도요토미 히데요시의 측실. 노부타다의 생모를 어머니로 한다지만, 원래는 아카마츠씨의 딸인 노부나가의 양녀 니죠 아키자네의 아내와 법명이 일치하고 있어, 자세한 내용은 불분명하다
- 게츠묘인 - 토쿠다이지 사네히사의 아내. 노부나가의 막내딸이라고 전해진다.

### 양녀
- 아카마츠씨의 딸 - 아시카가 요시아키의 뇨보슈 오사고노츠보네의 시녀. 니죠 아키자네의 측실로, 묘신지에 쇼요인을 열었다. 노부나가는 처음에는 카라스마루 미츠노부에게 시집보내려 했으나, 카라스마루가 거절하여, 니죠 아키자네의 아내가 되었다. 법명이 같은 노부나가의 친딸 산노마루도노와의 관계는 알 수 없다.
- 아시카가 부인 - 토라후쿠의 딸. 덴쇼 19년 4월 26일, 노부나가의 양녀로 아시카가 요시아키의 측실이 됨
- 케이호인 - 오다 노부히로의 딸. 노부나가의 양녀가 되었다고 여겨짐. 니와 나가히데의 아내.
- 사이토 부인 - 사이토 도산의 딸. 하타케야마 아키타카의 정실
- 류쇼지도노 - 토오야마 나오카도의 딸로, 노부나가의 조카. 타케다 카츠요리의 아내

### 유자
- 고노미야 쿠니요시 친왕 - 사네히토 친왕의 5남

## 가신
오다 사천왕
- 시바타 가쓰이에(柴田勝家), 니와 나가히데(丹羽長秀), 아케치 미쓰히데(明智光秀), 다키가와 가즈마스(滝川一益)

필두 가신
- 시바타 가쓰이에(柴田勝家), 니와 나가히데(丹羽長秀), 아케치 미쓰히데(明智光秀), 다키가와 가즈마스(滝川一益), 하시바 히데요시(羽柴秀吉), 이케다 쓰네오키(池田恒興), 하야시 히데사다(林秀貞), 사쿠마 노부모리(佐久間信盛)

교토 쇼시다이(京都所司代)
- 무라이 사다카쓰(村井貞勝)

교토 부교(京都奉行)
- 무라이 사다카쓰(村井貞勝), 니와 나가히데(丹羽長秀), 하시바 히데요시(羽柴秀吉), 아케치 미쓰히데(明智光秀), 마쓰이 유칸(松井友閑)

사위
- 가모 우지사토(蒲生氏郷), 쓰쓰이 사다쓰구(筒井定次), 니와 나가시게(丹羽長重), 마에다 도시나가(前田利長), 마쓰다이라 노부야스(松平信康), 미즈노 다다타네(水野忠胤), 사지 가즈나리(佐治一成), 니조 아키자네(二条昭実), 마데노코지 아쓰후사(万里小路充房), 도쿠다이지 사네히사(徳大寺実久)

측근
- 스가야 나가노리(菅屋長頼), 야베 이에사다(矢部家定), 호리 히데마사(堀秀政), 하세가와 히데카즈(長谷川秀一), 오오쓰 나가마사(大津長昌), 만미 시게모토(万見重元)

고쇼
- 모리 란마루(森蘭丸=森成利), 모리 보마루(森坊丸), 모리 리키마루(森力丸), 다카하시 도라마쓰(高橋虎松), 이토 란마루(伊藤蘭丸祐道)

구로 호로(黒母衣)
- 삿사 나리마사(佐々成政), 모리 신스케(毛利新助), 가와지리 히데타카(河尻秀隆), 이코마 가쓰스케(生駒勝助), 쓰다 모리쓰키(津田盛月), 하치야 요리타카(蜂屋頼隆), 나카가와 시게마사(中川重政), 히라이 규에몬(平井久右衛門) 등

아카 호로(赤母衣)
- 마에다 도시이에(前田利家), 이노 히사키요(飯尾尚清), 후쿠즈미 히데카쓰(福富秀勝), 반 나오마사(塙直政), 모리 히데요리(毛利秀頼), 노노무라 마사시게(野々村正成), 이노코 가즈토키(猪子一時), 아자이 마사사다(浅井政貞), 이토 나가히사(伊東長久), 이와무로 나가토노카미(岩室長門守), 사와키 요시유키(佐脇良之), 가나모리 나가치카(金森長近) 등

그 밖의 유력 중신
- 구키 요시타카(九鬼嘉隆), 호소카와 후지타카(細川藤孝), 아라키 무라시게(荒木村重), 이케다 가쓰마사(池田勝正), 마쓰나가 히사히데(松永久秀), 쓰쓰이 준케이(筒井順慶), 다케이 유안(武井夕庵), 모리 나가요시(森長可), 이나바 잇테쓰(稲葉一鉄), 안도 모리나리(安藤守就), 우지이에 나오모토(氏家直元) 등

## 관련 작품

### 일본
NHK 대하드라마
- 《태합기》(1965년, 배우: 타카하시 코지)
- 《하늘과 땅과》(1969년, 배우: 스기 료타로)
- 《나라 훔친 이야기》(1973년, 배우: 타카하시 히데키)
- 《황금의 나날》(1978년, 배우: 타카하시 코지)
- 《여자 태합기》(1981년, 배우: 후지오카 히로시)
- 《도쿠가와 이에야스》(1983년, 배우: 야쿠쇼 코지)
- 《다케다 신겐》(1988년, 배우: 이시바시 료)
- 《노부나가 KING OF ZIPANGU》(1992년, 배우: 오가타 나오토)
- 《히데요시》(1996년, 배우: 와타리 테츠야)
- 《도시이에와 마쓰~가가 백만석 이야기~》(2002년, 배우: 소리마치 타카시)
- 《공명의 갈림길》(2006년, 배우: 타치 히로시)
- 《천지인》(2009년, 배우: 킷카와 코지)
- 《고우~공주들의 전국~》(2011년, 배우: 토요카와 에츠시)
- 《군사 간베에》(2014년, 배우: 에구치 요스케)
- 《사나다마루》(2016년, 배우: 요시다 코타로)
- 《어떡할래 이에야스》(2023년, 배우: 오카다 준이치)

### 한국
- 《불멸의 이순신》 (KBS1, 2004년~2005년, 배우:박영록)
- 《임진왜란 1592》 (KBS1, 2016년, 배우:손종학)

### 영화
- 《레전드 & 버터플라이》 (2023년, 배우: 기무라 타쿠야)

## 참고 문헌
- 세계인물일화 대사전(『世界人物逸話大事典』), 아자쿠라 하루히코(朝倉治彦), 미우라 이치로(三浦一郎) 作, 1996년 2월 1쇄, 카도가와서점(角川書店) ISBN 978-4-04-031900-1

## 관련사료
- 신장공기(信長公記) -오타 규이치(太田牛一) 作
- 《프로이스 일본사》(フロイス日本史) -루이스 프로이스(Luís Fróis [luˈiʃ frɔjʃ], 포르투갈 선교사) 作
- 《카네미 경기》(兼見卿記) -요시다 가네미(吉田兼見) 作
- 《도키쓰네 경기》(言経卿記) -야마시나 도키쓰네(山科言経) 作
- 《하루토요 공기》(晴豊公記) -곤슈지 하루토요(勧修寺晴豊) 作
- 《미카와 이야기》(三河物語) -오쿠보 다다타카(大久保忠教) 作
- 《아소공 야화》(亜相公御夜話) -마에다 토시이에(前田利家) 어록
- 《아키라 법전》(明良洪範) -사네다 마스타카(真田増誉) 作
- 《텐노지야 모임기록》(天王寺屋会記) -쓰다 소큐(津田宗及) 등
- 《다테리 사쿄노스케 뉴도 다카스케 기록》(立入左京亮入道隆佐記) - 다테리 무네쓰구(立入宗継) 作
- 《혼간지 문서》(本願寺文書)
- 《오유 전하 일기》(御湯殿上日記)
- 《호소카와 가기》(細川家記)
- 《호소카와 양가기》(細川両家記)
- 《아자이 삼대기》(浅井三代記)
- 《세이슈지 고기》(政秀寺古記)
- 《신초키》(信長記), 《태합기》(太閤記) -오제 호안(小瀬甫庵) 作
- 《가도카와 태합기》(川角太閤記) - 가도카와 조로에몬(川角三郎右衛門) 作
- 《아케치 군기》(明智軍記)
- 《고요군칸》(甲陽軍鑑) - 고사카 마사노부(小坂昌信) 作, 다케다 신겐(武田信玄) 집안의 군략, 통치 지침 등을 적은 책
- 《세슈 군기》(勢州軍記)
- 《사쿠마 군기》(佐久間軍記)
- 《도도 군기》(堂洞軍記)
- 《남북 야마시로 군기》(南北山城軍記)
- 《에이로쿠 미노 군기》(永禄美濃軍記)
- 《구니토모 철포기》(国友鉄砲記)

## 같이 보기
- 가신코지
- 반쇼지
- 천황제 폐지론
- 양성애자